# 大好き!五つ子
『大好き!五つ子』（だいすき!いつつご、We Love Quintuplets）は、TBS系列（TBS・松竹・VSO→ドリマックス・テレビジョン制作）で放送されていた、『愛の劇場』のシリーズの1つである。
五つ子とその両親からなる7人家族の桜井家を中心とした物語に描かれており、シリーズの途中でリニューアルなどの理由により五つ子役や一部役の出演者が交代している。1999年 - 2004年に6シリーズ放送した後、2005年からは五つ子を始めとした子供の出演者を一新し、『6』より4年後の舞台で高校生となった五つ子を描く『大好き!五つ子Go!!』としてリニューアルし、10シリーズ目となる2008年はタイトルが『大好き!五つ子2008』となり、2009年2月 - 3月に放送の11シリーズ目は1969年2月から40年1か月に渡り放送してきた愛の劇場の最終作品（通算216作目、オープニングのタイトルバックでは「愛の劇場 最終シリーズ」と表示）となりシリーズは約10年放送された。番組は2004年からハイビジョン制作になっていた。
人気シリーズとなった理由は、「子供が見られる夏休みに放送」、「様々な年代が共感できる身近な内容」、「子役の成長と固定ファンの存在」、「視聴者からのシリーズ化要望や季節ものとしての高い反響」などが挙げられていた。
森尾由美、新井康弘の代表作。

## シリーズ概要
- 放送期間は、基本的に小学校 - 高等学校の夏休み期間と重なっており、2003年から2007年までは初回が7月の第3月曜日（祝日）となっていた[3]。
- 再放送期間は、基本的に春休み期間に放送している。
- 2005年の『Go!!』からは五つ子や亜理沙等これまで子供だった登場人物はキャストを一新。また、不良も多数登場するようになり、未成年の喫煙や万引きなど不良行為に関係する描写も多くなっている。五つ子の生まれ年も1992年度生まれから1989年度生まれに変更している。
- 2009年の最終シリーズは、愛の劇場最終作品に抜擢された影響で唯一夏休み期間以外に放送され、中盤から終盤にかけては小学校 - 高等学校の卒業式シーズンや春休み期間と重なっていた。2009年シリーズを以て1999年から放送開始した「大好き!五つ子」は約10年間のシリーズ放送に幕を閉じた。
- 3週遅れネットで放送されていた秋田放送と福井放送の放送時間はシリーズにより異なっており、秋田放送は『大好き!五つ子Go2!!』までは13時25分 - 13時55分に、『大好き!五つ子Go3!!』以降は16時24分 - 16時52分に放送された他、福井放送は『大好き!五つ子Go2!!』までは秋田放送と同じ時間に、『大好き!五つ子Go3!!』は15時54分 - 16時24分に、『大好き!五つ子2008』と『愛の劇場 最終シリーズ 大好き!五つ子』は水・木曜は15時 - 16時（2回連続放送）、金曜は15時 - 15時30分に放送された。
- 視聴率（平均・歴代最高）はTBS資料より、2008年7月時点。

| シリーズ | タイトル                            | 放送期間・回数                    | 平均視聴率 | 備考                      |
| -------- | ----------------------------------- | --------------------------------- | ---------- | ------------------------- |
| 1        | 大好き!五つ子                       | 1999年8月2日 - 9月10日（全30回）  | 8.8%       | 花王の一社提供            |
| 2        | 大好き!五つ子2                      | 2000年7月24日 - 9月1日（全30回）  | 11.4%      |                           |
| 3        | 大好き!五つ子3                      | 2001年7月23日 - 8月31日（全30回） | 12.0%      | 歴代最高視聴率15.8%を記録 |
| 4        | 大好き!五つ子4                      | 2002年7月22日 - 8月30日（全30回） | 11.5%      |                           |
| 5        | 大好き!五つ子5                      | 2003年7月21日 - 8月29日（全30回） | 9.1%       |                           |
| 6        | 大好き!五つ子6                      | 2004年7月19日 - 9月3日（全35回）  | 8.3%       |                           |
| 7        | 大好き!五つ子Go!!                   | 2005年7月18日 - 9月2日（全35回）  | 9.4%       |                           |
| 8        | 大好き!五つ子Go2!!                  | 2006年7月17日 - 9月1日（全35回）  | 9.7%       |                           |
| 9        | 大好き!五つ子Go3!!                  | 2007年7月16日 - 8月31日（全35回） | 7.8%       |                           |
| 10       | 大好き!五つ子2008                   | 2008年7月14日 - 8月29日（全34回） | -          | [ 4 ]                     |
| 11       | 愛の劇場 最終シリーズ 大好き!五つ子 | 2009年2月23日 - 3月27日（全25回） | -          | [ 5 ]                     |

## あらすじ
拓也、美穂、慎吾、紀香、剛の五つ子と、中学校教師のパパ良介。そして、一度に五人も生んで育てる元気ママ桃子の七人家族が繰り広げる可愛く、楽しく、そして涙の物語。

## 登場人物

### 桜井家
桜井 桃子
演 - 森尾由美
五つ子の母。旧姓は楠。5人の子供を育てるため、スーパーでパート業務をする傍ら、家事も完璧にこなす。小学生になったばかりの子供たちに対しては怒りっぱなしではあったが成長していく中で満ちていくようになる。家族との会話を生きがいとしているが、思春期の子供たちからは疎ましがられ、家庭内では少し浮いた存在となってしまっている。芳子から生協の正社員になり新たな店長にならないかと言われ迷っていたが、結局パートのままでいることを選択した。『Go!!』では「鎌倉シティマラソン2005」で走る良介を見守り激励し良介は完走を果たした。『Go2!!』『Go3!!』『2008』『最終シリーズ』は共に第1話の冒頭は彼女の悪夢から始まり、『Go2!!』では家が火災になって騒ぎになる夢（この時剛は勉強熱心になっていて、火事になっている時も全く動揺することもなく冷静に朝飯を食っていた）、『Go3!!』では美穂ができちゃった結婚で五つ子を自宅出産をした夢を見た。美穂のできちゃった結婚の夢ではすぐにそのことを美穂を含む五つ子に知られてしまい信用されなくなったこともあった。『2008』では気象予報士となったが豪雨でパニック状態となった夢を、『最終シリーズ』では杉本家の五つ子たちが拓也たちの名前を名乗る夢と剛と良枝が結婚する夢を見た。『Go2!!』では同窓会に参加して以降、高校時代の親友だった高木瑛子や飯島ゆかりと会う機会が多くなる。良介が紺野と浮気をしていると疑い夫婦喧嘩のきっかけになってしまう。そのことで家族に行先も告げずにゆかりの別荘のある軽井沢へ行ってしまう。だがゆかりに説得されて軽井沢へ迎えに来た良介と和解した。この件で気象予報士を希望するようになる。『Go3!!』では慎吾がセレクションに失敗しショックを受けている時に何もできないことを非常に悔しがっており慎吾にその思いをぶちまけ、分かってもらえた。五つ子が幼稚園の頃に登山をして頂上にたどりついて家族全員で満足した思い出があり、終盤で家族関係がバラバラになってしまったことで家族の絆を取り戻すために登山を決める。当初は五つ子は登山に反対していたが、頂上までたどりついた時は家族全員満足した。『2008』では気象予報士の勉強に励んでいるが、生協の仕事や杉本家の五つ子の面倒を見ることと重なり苦悩している。最終的には五つ子を見守りたいということで正社員ではなくパートを続けることにした。最終話では五つ子からの親孝行で夫と高級店に行き、その翌日に家族でキャンプに行くことにして、家族で誓い言をした。
『最終シリーズ』では、気象予報士の資格取得を目指しており、その合格発表には家族全員で集まるという習慣があり、集まる習慣の継続のために合格しないで欲しいと千絵子から言われている。生協で暴れていた太郎と出会ったことがきっかけでボランティアで青空学園の手伝いをする。青空学園の誘いで週末里親になり、ラストシーンでは良介と共に週末里親として青空学園の子供たちと接する様子が描かれた。
桜井 良介
演 - 新井康弘
五つ子の父。38歳(1)→39歳(2)→40歳(3)→41歳(4)→42歳(5)→43歳(6)→47歳(Go!!)→48歳(Go2!!)→49歳(Go3!!)→50歳(2008)→55歳（最終シリーズ）（1961年生まれで「Go!!シリーズ」以降は1958年生まれに設定変更）。中学教師で、現在学年主任。野球部の顧問。副校長の昇進試験に合格したものの、今でも教壇に立ち続けている。家庭のことには目が行かなくなりがち。小学校時代は野球部で親友の前川（直接は未登場で『5』20話で死去）とバッテリーを組んでいた。高校時代に喫煙したことがあり、そのことで父から殴られたという。いい給料をもらえる学習塾からのヘッドハンティングを受け、五つ子を養うために塾を選ぶか、今の生きがいの教師を続けるか迷ったが、最終的に教師を続けることを決意。『Go!!』では高校3年の時にマラソンでリタイアしたことがあり、そのリベンジのために「鎌倉シティマラソン2005」で走ることを決意した。足の豆が潰れて走ることが困難になってしまうが桃子や五つ子の激励によって完走を果たした。最終話では野球部の顧問を若い先生に譲り、来年は教頭先生の試験を受けると決意した。『Go2!!』では同僚の紺野と話すことが多くなり、桃子に内緒で紺野と同行していたことで桃子からは浮気していると疑われてしまう。さらにそのことで信用されていないと感じて反発したことで桃子は家出して軽井沢のゆかりの別荘に行ってしまうが、家出を知ったゆかりから電話で説得されて軽井沢へ桃子を迎えに行き和解した。『Go3!!』では明神塾から講師として誘われ迷っており、他の五つ子からは中学教師を辞めることを反対されている。終盤で登山を果たしたことで中学教師を続けることを決意した。『2008』ではキャバクラに行った美穂を叱り、美穂は最初は反発していたが親たちに心配をかけたことを謝罪したことで感動のあまり涙する。家族でキャンプに行きそれぞれ将来の夢を誓ったことに背中を押した。『最終シリーズ』では紀香が付き合っているアンソニーが中年男だと知りショックで倒れた。だが後に和解し「日本で結婚式を挙げる」というお願いで交際を認めた。剛と真理子、紀香とアンソニーの結婚式では司会として今までの子育ての生活を振り返り2組の幸せを願った。ラストシーンでは桃子と共に週末里親として太郎たちの世話をしている。一人称は基本的には「俺」だが、義母の千絵子あるいは弟の妻である義妹の恵や同業の教師（稀に）には「僕」である。
桜井 拓也
演 - 谷野欧太（1 - 6）→栁澤貴彦（Go!! - 最終シリーズ）
桜井家一の秀才。長男。幼少時代は正義感あふれ、五つ子の中では一番の常識人であった。
五つ子の年齢は6歳(1)→7歳(2)→8歳(3)→9歳(4)→10歳(5)→11歳(6)→15歳(Go!!)→16歳(Go2!!)→17歳(Go3!!)→18歳(2008)→24歳（最終シリーズ）（1992年生まれで「Go!!シリーズ」以降は1989年生まれに設定変更）。誕生日は9月18日生まれである。
『Go!!』からは常識人ということは変わらないが一人称が「僕」から「俺」に変わり口調も少々荒くなっている。小学生時代は野球少年で、それに対しての責任感も大きい。その後、他4人とは違い都内有数の進学校の西城高校に通うが、ほかの兄弟を見下す発言も時々見られ、『Go!!』では勉強ばかりで無関心でいたことで孤立していたが、中川香織との付き合いで明るさを取り戻していく。彼女に恋心を持ったが結局は実らずに終わってしまう。無関心だったが秋の大会に出られなくなった慎吾を本気で心配した。終盤では良介が「鎌倉シティマラソン2005」で完走した際涙ながらに「俺は父さんのような大人になりたい」と決意する。『Go2!!』では友人の宮本が桃子や良介を「情けない親」呼ばわりしたことで激昂して殴り合いのケンカをした。親の悪口を言われた件で慎吾や剛も拓也が宮本を殴ったことは肯定した。23話終盤から、兄弟から真面目、つまらないと言われたことへの反発心から髪の色を突然茶髪にし、家族を驚かせた（良枝曰く氷川きよしだと思った）。通っている高校は茶髪は校則ではOKで特に咎められることはなかったが、最終話では2学期から髪は黒に戻すと決め、次シリーズからは黒髪に戻る。『Go3!!』では友人の佐伯がラクガキをしていた所を目撃して佐伯の気持ちが分かるために当初は佐伯を逃がすもラクガキをやめるよう説得する。ボランティアを手伝いラクガキを消す作業をして当初はラクガキを大したことないものだと思っていたがラクガキを消す手伝いをしてラクガキがどれほどのことか実感した。偶然交通事故の現場を目撃して血を流して倒れている青年を前に恐怖で動けなくなってしまい、それが原因で以前から目指していた医者を挫折しつつあったが、登山を果たした後に剛からの助言で再度医者を目指すことに決めた。『2008』では医大現役合格を果たし、大学に行きながら、家庭教師のアルバイトをしていた。大学で自分が思っていたものと現実の医学とのギャップに戸惑っていたが、千絵子が紹介した医師の助言を受け、彼のような医師になろうと決める。周りの生徒たちは医者になることに苦しみを覚えていることが多かったため医者を目指すことに不安を覚え、『1』で健一を亡くしたことで人の命を救いたいということも自ら両親に明かした。『最終シリーズ』では医学部六年生となり、市川南病院で臨床実習を受けている。真理子が乳がんだということを知っており、本人のために剛には黙っていた。ラストでは産婦人科に進むと決める。『最終シリーズ』の出番は次女で末っ子の美穂ほどではないが拓也自身も剛、紀香、慎吾に比べて出番が少ない。
五つ子全員は『6』までは父母を「パパ」・「ママ」と呼んでいるが拓也は『Go!!』以降は、基本的には、父母を「父さん」・「母さん」と呼んでいる（ただし兄弟あるいは第三者との会話の中では、「オヤジ」、「オフクロ」と呼んでいることもある）。
桜井 美穂
演 - 新穂えりか（1 - 6）→笹岡莉紗（Go!! - 最終シリーズ）
五つ子の三代目問題児。次女。末っ子。玉の輿に乗ることとモテることに人生をかけている女の子。非常に虚栄心が強くわがままだが、家族を思う気持ちは一番強い。一人称は『6』までは「美穂」だが『Go!!』シリーズ以降は「私」あるいは「あたし」である。『Go!!』からは五つ子の中では比較的性格の変化は少ない。高校に入ってアルバイトに悩むが桃子の誘いで生協でアルバイトをする（以前はパン屋でしていた）。後には万引きの被害で生協が潰れてもおかしくないと聞き「万引きなんて絶対許さない！」と主張するほど生協を大切に思うようになる。当初無関心だった拓也のことを心配しており、それ故に拓也と中川との仲を応援していた。常にストーリーの進行役的存在であり、彼女がメインになる問題やエピソードとはほとんどない。『Go2!!』では1学年下の倉田に好意を抱いたが親友の結衣がそのことを知りながら倉田に告白したことで仲違いしてしまう。その後結衣が援助交際してしまい説得をし、最後は和解した。『Go3!!』冒頭では母親が美穂ができちゃった結婚をしたという夢を見たことで1日中苛立ち結衣や愛美や阿部に愚痴っていた。親友の愛美が剛に思いを寄せていることを知り剛と愛美を結ばせたいと考えている。お金持ちの人と結婚したいがために、短大を目指そうとしているが、非常に忙しいがゆえに恋愛できないのでは、という危惧から、4年制大学進学に切り替えたほうがよいかと若干揺らいでいた。さらに横浜ベーカリーの社長の息子である克彦と結ばれればセレブになれる、という考えから大学進学自体をやめる意向を持ったこともあったが最後には北野と連絡を取り金のためではなく優しい心を持っているところで好きになったことを告白し見送った。最終的には大学へ行くことを決意した。悩みは、五つ子の中で一番背が低いこと。『2008』では克彦に会いに行くため、お金を貯めてパリに行こうと愛美の誘いでキャバクラでバイトをした。キャバクラでは「スザンヌ」と名乗る。周平に見られたことが原因で親にばれてしまう。そのことで親が如何に自分を心配しているかを知る。克彦からパリに行かないかと誘われるが断って日本に残ることになった。翔と潤から「おばちゃん」と呼ばれた。『最終シリーズ』ではパリでファッションデザイナーになるため勉強中。そのため、他のきょうだい4人に比べて登場シーンが少なかった（これは演じている笹岡が放送時点で、芸能界を引退していたことも影響している）。ラストでは引き続きパリコレに向かうと決める。
全編で父母を「パパ」・「ママ」と呼んでいる。
桜井 慎吾
演 - 中野勇士（1 - 6）→山内秀一（Go!! - 最終シリーズ）
五つ子の初代問題児。三男。初登場で迷子になったり、同じ年にベッドから落ち、病院へ運ばれるなどかなりのトラブルメーカーであった。多少暴力的な一面もあるが、一番純粋でよく笑い、よく泣く。当初は普通の言葉遣いだがシリーズが進むごとに多少言葉遣いが荒くなり『3』の終盤から一人称が「僕」から「俺」に変わった。『Go!!』からは美穂同様に五つ子の中では比較的変化は少ない。小学校の時からサッカーを始め、Jリーガーを目指していた。『Go!!』の中盤で練習中の事故で足を骨折してしまい、他のチームメイトについていけないと学校を諦めるが最終話でサッカー部を続けることを決意する。『Go2!!』では1つ下の真央から好意を抱かれて当初は否定していたが彼女の家庭の事情を知り助けたことで関係が良くなる。最後は親の転勤により別れてしまうが真央が残したボイスレコーダーで彼女の好意を受け入れ再会を望む。『Go3!!』ではサッカーで大学進学を目指したが、セレクションで失敗してショックを受けて自暴自棄になってしまうが必死に説得する桃子の気持ちを理解し感謝し立ち直った。プロ入りを断念しようと考え始め、大学は学業進学しようとしていて、サッカーを同時に区切りをつけてやめようとしていたが、登山後は教師になり、サッカー部顧問になるという目標を見つけ、大学進学後もサッカーを続けることを決意した。『2008』では大学受験を一浪し、小学生のサッカーのコーチをしていたが、目標を国立大学の体育学部に定め、父親のような教師になると決め、体育大を目指し体を鍛えている。サッカークラブ内でいじめが起きて無理にいじめを止めようとしたことで孤立してしまう。桃子の助言で佑介を説得したことでいじめの主犯格全員が改心し和解、チーム関係は良好になった。親に頼る自分に嫌気がさして親に負担をかけないために国立の学校へ行くことを決意した。『最終シリーズ』では新米体育教師として桜井家の近くの中学校・海西中学に赴任した。孤立している柴田と接することでモンスターペアレントである柴田の母親から邪険に扱われてしまうが、慎吾が柴田を説得し同級生たちと仲良くなり柴田からは信用されることになった。ラストではこのまま教師生活を続けていくと決めた。
『Go!!』以降は、父母を「オヤジ」・「オフクロ」と呼んでいる。
桜井 紀香
演 - 荒井千歩（1 - 6）→永岡真実（Go!! - 最終シリーズ）
五つ子の中で一番やさしく、両親の一番の理解者。愛称は「のんちゃん」。長女。小さい頃から食べ物の好き嫌いが全くない。要領が良くなく、損な役回りの時が多いが、文句もいわずにけなげにかんばる。同じ女の子である美穂に振り回されることもしばしば。『Go!!』からは一人称は「のんちゃん」から「私」に変わり面倒見の良い性格になっており、ケンカをする慎吾と剛に水をかけるなど過激な一面も出てきた。『Go!!』で痴漢に遭ったところを柴原隼人に助けられたことがきっかけで柴原兄妹と仲良くなる。最終話で舞が心臓病で命の危険に陥った時に絶望したが、他の五つ子が心臓移植の患者の例を調べ「心臓移植で渡米して助かった患者は数えきれないぐらいいる」と分かったことで笑顔を取り戻し渡米する舞を見送った。『Go2!!』では隼人と連絡を取り合い帰国を待っていたが、彼がロサンゼルスの大学へ進学することに決めた後自身もロサンゼルスへ留学することを考えていたが、心配してくれている母親を気づかって断念し、大学に行って自力で金を稼ぎ留学すると誓った。『Go3!!』ではアメリカで勉強する理由が見つからず留学を諦めようと悩んでいる。両親に構ってもらえない亜理沙のことを気遣い、恵と周平を説得し和解させた。良介に初めて異性を紹介したのは紀香である。高校卒業後、アメリカに英語の勉強をしに行こうと張り切っていたが、街頭でモデルのスカウトを受けたことで「留学のための資金を貯める」という建前で、留学を遅延しその前にモデルの仕事をしようと考えるようになる。最終的にはスカウトされたことで、一度はモデルになると決意したが登山後に浮かれていたことに自ら気付き、モデルの話は断り、改めて留学することに決めた。『2008』では下見をしに行ったとき、デンバーで英語が聞き取れなかったことでアメリカへの留学に自信を無くしてしまうが、みんなの励ましの言葉もあってか、前向きに準備を進めた。そして、皆に見送られ、アメリカに旅立った。その4年後に帰国し、『最終シリーズ』では旅行代理店に勤め添乗員として世界中を旅している。40歳で子持ちのアメリカ人のアンソニーと付き合っているが、義理の子供を育てる大変さに桃子からはアンソニーとの結婚を反対されている。だが後に打ち解けアンソニーとの交際を認めてもらい、最終話で結婚、ラストでは母親、主婦、仕事の3つを頑張っていくと決める。
美穂同様、全編で父母を「パパ」・「ママ」と呼んでいる。
桜井 剛
演 - 金澤翔太（1 - 6）→鈴木藤丸（Go!! - 最終シリーズ）
五つ子の二代目問題児。次男。初期ではよくおねしょをしていた。幼いころから消極的な性格だが、親が留守にしている年下の子供と遊んであげたりする優しい心を見せ、努力家でもある。『Go!!』からは一人称が「僕」から「俺」に変わり性格も荒くなっており、五つ子の中では一番性格が大きく変化していて1話早々喫煙をして停学になった。悪ぶるようになるが、根は優しく、悪になりきれていない。友人の清水がどんどん悪に堕ちていくことに耐え切れず緑台高校を辞めることを考えていたが五つ子の説得で思いとどまった。父と共に「鎌倉シティマラソン2005」に参加し、限界が来て半分でリタイアしてしまうが家族からは「参加するだけですごかった」と元気づけられる。紀香が痴漢に遭った時は「紀香の尻はデカイから触りがいがあるんじゃないの？」と、美穂が援助交際をしたと疑われた際は「援交して金がもらえる女は楽でいいよな」と言うなど毒舌を吐くこともある。『Go2!!』では「鎌倉シティマラソン」へのリベンジのために陸上部に入部したが嫌気がさし2か月で辞めた。バイクを買うためにガソリンスタンドでバイトを始めたがいつも店員から大きい声を出すように言われている。うまくいっていると思われていたが校則ではバイクが禁止されているため、それを諦めるためにすぐ辞めてしまう。その後は亜理沙の誘いで鎌倉の海の家でバイトをして、海で溺れていた人を救助した杉浦たちに憧れサーフィンを教えてもらう。鎌倉から帰った後にも鎌倉でサーフィンをするための交通費のために再びガソリンスタンドでアルバイトをする。『Go3!!』ではガソリンスタンドでのアルバイトを続けていて大学の進学を拒んでいる。杉浦が転勤で九州へ行ってしまったことでサーフィンを辞め遂にはガソリンスタンドのアルバイトまで辞めてしまう（理由はスタンドがセルフになってしまうのでクビになる前に自分から辞めた）。やりたいことを見つけては挫折の連続であったが、現在は生きがいを見つけ充実した毎日を送っている。。最初は大学へ行く意向を持っていたが、特に目標がなかったため決断にはいたらず。さらにその後西園寺の誘いで始めた左官の雑用のバイトの最中、左官職人になりたいという願望が芽生え、親方である西園寺俊太郎に弟子入りを志願し、高校を中退することを考えた時期もあったが、最終的には日中の左官の修行と夜間大学を両立させるという結論に至った。『2008』では五つ子の中で唯一の社会人。真理子と恋仲になり、彼女と再会するまでに立派な男になると決め、一人暮らしを始めた。『最終シリーズ』では五つ子の中では唯一の喫煙者だったが、拓也の実習先の病院で真理子が手術を受けることとなり、拓也から渡された真理子の病気に関する本を読んだのを機に煙草断ちをしている。真理子から交際を断られてしまう。諦めきれずに追及するが真理子から自分は乳がんだと告白される。真理子が必死に闘病しているのに自分は何もできないと悔しがる。病気に向き合うと決めた真理子は桃子と良介からも励まされ和解、最終話で真理子と結婚、ラストでは真理子と共に「桜井工務店」を立ち上げるために頑張ると決意した。
『Go!!』以降は、慎吾同様、父母を「オヤジ」・「オフクロ」と呼んでいる。

### 桜井家・本家
桜井家・本家の家は鎌倉が中心となっている。
桜井 良枝
演 - 岩本多代
良介、周平の母であり、桃子と恵の義母。五つ子や亜理紗たち3兄弟の父方の祖母。夫（良介と周平の父および桃子と恵の義父、五つ子や亜理紗たち3兄弟の祖父）とは死別。五つ子のことを溺愛しており、毎年の夏休みの帰省を心待ちにしている。多少まわりのことが見えないところがあり、ワガママな部分もある。良介・桃子・周平・恵をよく困惑させる。『Go!!』では弁護士を偽った樋口に騙されて60万円も払いプロポーズをされて結婚という話となるが樋口の本性を知ってショックを受けるも恵たちの説得で立ち直った。『Go2!!』では社交ダンスを習い、社交ダンスの先生の谷川と交際しているが、去年の樋口による詐欺のことがあって周平には反対されていたが、谷川本人が意見を話したことで和解する。『Go3!!』では家出をした恵を心配し、周平を説得して和解させた桃子に感謝する。『2008』ではダンスの練習中に足を骨折し入院するが大したケガではなかった。退院後もリハビリをせず寝たきりだったが実は怪我は完治していた。千絵子から介護ボランティアの話を聞き自分も彼女のライバルとして介護ボランティアを始めることを決心し、周平たちの前で足が悪いふりをしていたことを謝罪した。『最終シリーズ』では太郎の遊び相手になるが振り回されている。虐待されている太郎のことを気にかけている。最終話では五つ子2組の結婚式に出席した。
桜井 周平
演 - 見栄晴
良介の弟で五つ子の叔父。警察官。三児（一男二女）の父。兄の良介を「兄貴」と呼び、義姉の桃子を「お義姉さん」と呼ぶ。32歳(1)→33歳(2)→34歳(3)→35歳(4)→36歳(5)→37歳(6)→41歳(Go!!)→42歳(Go2!!)→43歳(Go3!!)→44歳(2008)→49歳（最終シリーズ）。「6」までは1967年生まれだが、「Goシリーズ」以降は1964年生まれである。一見うだつがあがらないようで、頑固なところもあるので恵をよく困らせる。そして少々、無神経な発言をして恵を怒らせていることもある。家庭のことは恵に任せてあるが、恵に対する感謝の気持ちと尊敬の念は忘れてはいない。『6』では警察官を辞めてラーメン店で働くことを考えていたが亜理沙たちの自転車を盗んで壊した犯人を逮捕したことによって警察官としての士気を取り戻した。『Go!!』では生活安全課の刑事になっており、母を騙して金を盗み取った樋口を逮捕した。健康診断で再検査を言い渡されたことで癌ではないかと不安に陥るが再検査の結果癌は無かったことが分かり安心した。『Go2!!』では樋口による結婚詐欺事件のこともあったため母の結婚に反対していて揉めていたが何とか谷川とも和解した。高校時代にサーフィンをしていたが下手で1年で辞めたらしい。『Go3!!』では正広の市立中学入学に反対していて恵と揉めている。亜理沙が家出をした際、紀香から亜理沙の気持ちを伝えられ説得されたことで妻とも娘とも和解した。『2008』では研修帰りで同僚に誘われキャバクラに入ったが偶然バイトしていた美穂と遭遇した。キャバクラに行ったことが恵に知られて夫婦喧嘩になってしまうが、桃子と良介の説得により和解することが出来た。『最終シリーズ』では虐待されている太郎を自宅で保護した。最終話では五つ子2組の結婚式に出席した。
桜井 恵
演 - 長谷川真弓
周平の妻で良介の弟嫁（弟の妻）で義妹。五つ子の義理の叔母。基本的に良妻賢母で、良枝や周平や子供たちとうまくやっているが、たまに破天荒な行動を起こす。五つ子の甥・姪が大勢であらわれても、いつでもやさしく接する。『Go2!!』では鎌倉でアルバイトやサーフィンを必死にする剛を「以前とは変わった」と主張した。『Go3!!』では正広の中学受験のことに悩んでいてそのことで周平と揉めていて家出をして桜井家に入り込む。亜理沙の家出のことで紀香に説得され夫と娘とも和解した。家庭料理の店を開くために友人の開いた料理屋で働き始める。慎吾から周平がキャバクラに行ったことを聞きさらに激怒するが、桃子の説得もあり自分のしたいことを話したことで和解する。『最終シリーズ』では実母や義父から虐待されている太郎を保護。虐待する母親に「許せない！」と激怒する。最終話では五つ子2組の結婚式に出席した。実家は東京だが両親は未登場。旧姓も不明。
桜井 亜理沙
演 - 斉藤瑠花（1 - 6）→吉田紗也加（Go!! - 2008）
良枝の孫娘。周平・恵の長女。良介と桃子の姪。五つ子の父方の従妹で年は五つ子たちの一つ下。5歳(1)→6歳(2)→7歳(3)→8歳(4)→9歳(5)→10歳(6)→14歳(Go!!)→15歳(Go2!!)→16歳(Go3!!)→17歳(2008)（1993年生まれで、「Go!!シリーズ」以降は1990年生まれに設定変更）。初登場時は慎吾や美穂とトラブルを起こしたがすぐに和解し仲良くなる。一人称は『6』までは亜理沙だったが、『Go!!』シリーズ以降では「私」あるいは「あたし」である。『Go!!』では中学3年ながら茶髪・青リップ・「Go To HELL」と書かれた派手なシャツを着て登場し五つ子たちを驚かせた。友人とふざけ合い不良のような外見になったことで父にひっぱたかれて家出して桜井家に入り込む（美穂は周平が悪いと言い同情した）もすぐに和解した。和解後は髪の色は黒に戻した。不良風の姿のことを剛から「亜理沙ちゃんらしい」と言われたことで剛に好意を持つようになった。『Go2!!』では将来にひどく悩み家にこもっている（剛は監禁されていると言った）剛を救いに桜井家に入ってきた。友達の両親が営んでいる海の家の経営状態が良くなかったため、アルバイトをして手伝っており剛にもアルバイトを誘った。良枝と谷川との結婚についての賛否は「分からない」と述べている。『Go3!!』では剛に好意を持っている描写は薄れている。しかしながら美穂が「剛に彼女ができた」と話した際は若干落ち込んだ表情を見せ、悩み事も最初に剛に相談する。将来は牧場の獣医で必死に勉強をしていて成績も優秀。正広のことばかりで自分の獣医の相談を聞いてくれない両親に嫌気がさし家出をして桜井家に入り込むが紀香が両親を説得したことによって和解した。剛のアルバイトを応援している。『2008』では足を骨折した良枝を心配する。『最終シリーズ』では弟妹と共に登場せず最終話の五つ子2組の結婚式にも出席していない。
桜井 正広
演 - 中西凛太郎（3 - 6）→熊谷知博（Go!! - 2008）
良枝の孫。周平・恵の長男。良介と桃子の甥。五つ子の父方の従弟。周り（五つ子の母方の祖母の千絵子も含む）からは「マー坊」と呼ばれている。但し2005年以降のGo!!シリーズには「正広」(紀香と伯母の桃子には「正広君」)と呼んでいることもある。0歳(3)→1歳(4)→2歳(5)→3歳(6)→7歳(Go!!)→8歳(Go2!!)→9歳(Go3!!)→10歳(2008)。2000年（Go!!シリーズでは1997年）9月1日生まれ。『Go2!!』では剛や姉の亜理沙と共に海の家の手伝いをしていて剛とも仲良くなっている。『Go3!!』では母から市立中学の入学を勧められている。
桜井 翼
演 - 有馬花怜（6）→鎗田千裕（Go!! - 2008）
良枝の孫娘。周平・恵の次女。良介と桃子の姪。五つ子の父方の従妹。1歳(6)→5歳(Go!!)→6歳(Go2!!)→7歳(Go3!!)→8歳(2008)。2003年（Go!!シリーズでは2000年）生まれ。『Go2!!』では兄の正広と共に剛や姉の亜理沙のバイトの手伝いをすることで剛とも仲良くなった。『2008』ではキャバクラの意味を知りたがるが父から「知らなくていいことだ」と言われた。

### 楠家
楠 千絵子
演 - 茅島成美
五つ子や樹里や大輝の母方の祖母で桃子、小百合の母。桃子に似て口うるさいところもあるが、五つ子や娘の幸せを願ってやまない。散らし寿司が得意で、よく桃子の家に届けに行く。マイケルの誘いで空手を習うようになる。『Go!!』では空き巣に『Go2!!』では拓也に痴漢の濡れ衣を着せた振り込め詐欺など、犯罪に遭うことが度々ある。『Go3!!』では健康のためにヨガを始めた。介護ボランティアを始め、町中のラクガキを消す作業をしている。『2008』では足を怪我した良枝を心配し、見舞いに行った。最終話で他の家族と一緒にアメリカへ行く紀香に御守りを渡し見送った。『最終シリーズ』では五つ子がそれぞれ頑張っている姿を見て、小料理「だんらん」を営み始める。店に客として入ってきた真理子と知り合い、真理子の癌の悩みの相談相手となり剛との関係を助言した。最終話のラストでは5軒ぐらい店を開きたいという目標を持つ。桃子と小百合からは「母さん」と、良介と一は「お義母さん」と呼ばれている。
楠 健一
演 - 天田俊明 （1 - 6）
五つ子や樹里と大輝の母方の祖父で桃子、小百合の父。パート1で小百合の結婚を見届けた後、放心状態になり、桜井家との温泉旅行を計画していたが高血圧で体調を崩し、桜井家の見舞い後、急死してしまう。享年66。『2』以降は遺影および回想シーンなどでの出演、『6』の最終回では通常のシーンで千絵子と共演し、会話を交わす。

### 西園寺家
楠 小百合→西園寺 小百合
演 - 佐久間由枝(1 - 4・6）→若林志穂（Go3!!・2008）
桃子の妹で五つ子の叔母。五つ子や義兄の良介からは「さーちゃん」の愛称で親しまれている。20歳(1)→21歳(2)→22歳(3)→23歳(4)→27歳(6)→33歳(Go3!!)→34歳(2008)（1979年生まれで、『6』は1977年生まれに、「Go!!シリーズ」以降は1973年生まれに設定変更）。結婚後アメリカで長く暮らしているが、英語のほうはさっぱりらしく、子供たちが話していても何を言っているのかがわからないとのこと『Go3!!』で帰国し、現在は千絵子とともに楠の家で生活しているが、舅との同居について悩んでいる。性格はちゃっかりしており、そそっかしいが故にトラブルメーカー。ハローワークに仕事を探しに行っている。『2008』では一に土下座され杉本家の五つ子を桜井家に預ける。最終話では涙ながらにアメリカへ行く紀香を励まし見送った。『5』および『最終シリーズ』には名前のみ登場。そのため紀香と剛の結婚式にも出席していない。
西園寺 一
演 - 飯田基祐（1・6・Go3!!・2008）
桃子の妹婿（妹の夫）で、小百合の夫。五つ子の義理の叔父でカメラマン。年老いた父のことを心配し、同居を考えている。北海道の帯広市で暮らしていて『6』終盤で娘の樹里と再会を果たし喜んだ。『Go3!!』では、京都で働くことになり家族と一緒に日本へ帰ってくる。アルバイトを辞め愛美に見損なわれた剛の相談に乗り、父親の仕事に誘う。『2008』では杉本家の五つ子を桜井家で預かるように小百合に土下座した。
作中では「西園寺」と呼ばれているが、『6』の作中で娘宛てに送付した手紙の差出人に「西園寺 一」と記載されていた。
一人称は「俺」だが、義理の兄と義理の姉に対しては「僕」である。
西園寺 樹里
演 - 高島枠蓮（3・4）→平本亜夢（6）→田中凛（Go3!!・2008）
小百合と一の娘で第1子。五つ子の母方の従妹。良介と桃子の姪。面倒見のいい姉だが、弟・大輝が暴れると止めるために一緒になってついどたばたとなってしまう。一人称は『3・4・6』では「樹里」だったが、『Go3!!』で再登場以降は「私」を使っている。『6』では鎌倉に行ったり誕生日に五つ子たちの協力で会いたかった父親と再会を果たした。1歳(3)→2歳(4)→6歳(6)→12歳(Go3!!)→13歳(2008)（2000年9月1日生まれで、『6』は1998年生まれに、「Go!!シリーズ」以降は1994年生まれに設定変更）。『Go3!!』では、美穂にそっくりになってきているらしく、本人曰く美穂みたいな高校生になりたいと言っている。大輝のイタズラに手を焼いていてケンカが絶えない。千絵子の家に泊まることになった際マイケルと知り合い仲良くなる。『2008』では前シリーズから引き続き楠家で暮らしていて杉本家の五つ子のイタズラに限界がきて桜井家に預けることに賛成した。最終話ではアメリカへ行く紀香を見送った。
西園寺 大輝
演 - 荒川澪音（6）→林遼威（Go3!!・2008）
小百合と一の息子で第2子。1歳(6)→7歳(Go3!!)→8歳(2008)（2002年生まれで、「Go!!シリーズ」以降は1999年生まれに設定変更）。良介と桃子の甥。五つ子の母方の従弟。やんちゃな性格で、いつも樹里にたしなめられている。向こうでの暮らしが長いせいか、こっちでもよく英語で話してしまう。親の悪口などは、英語を使って樹里と話しているらしい。桜井家に入り込むが、イタズラが絶えず樹里を困らせている。樹里同様にマイケルと仲良くなった。『2008』では前シリーズから引き続き楠家で暮らしていて杉本家の五つ子のイタズラに苦悩する。最終話ではアメリカへ行く紀香を見送った。
西園寺 俊太郎
演 - 坂本長利（Go3!!・2008）
小百合の義父。一の父。樹里・大輝の父方の祖父。剛がアルバイトをすることになる左官の親方。後に剛の弟子入り志願を「何年かかっても大学卒業する」という条件の下、受け入れる。『最終シリーズ』には名前のみ登場し、剛が桜井工務店を始める際に千絵子に頭を下げられて仕事を回してくれることを原田の口から語られている。

### 山田家
山田 力
演 - 田中章（プリンプリン）（3・4）
桜井家に家を紹介した不動産会社の社員で、以前から泉美に思いを寄せていた。後に結婚した。33歳(3)→34歳(4)。
上条 泉美→山田 泉美
演 - 本橋里紗（3・4）
ケーキ屋「たんぽぽ」で働いていた女性で、耳が聞こえないため手話で会話する。後に結婚。

### 外国人とその家族
リチャード・ウッズ
演 - エバンス太郎（4）
カレン・ウッズ
演 - シンディ・エバンス（4）
桜井家にホームステイでやってきた兄妹。一時はホームステイが中止になりかけたこともあったが無事に実現。
高嶋 美智代
演 - 志賀眞津子（4）
リチャードとカレンの母方の祖母。娘と喧嘩して日本に上京。
岡村 幸代→幸代・ロビンソン
演 - 宝積有香（4 - Go!!）
桃子の料理教室を開くきっかけを作った人物。のちにマイケル・ロビンソンと結婚し桃子や美穂と共に生協で働いていた。マイケルとの仲がうまくいかず、マイケルがアメリカに帰ってしまうことで離婚問題になるが幸代の勘違いであり、アメリカに帰るのは家族の墓参りのためであり幸代のことは本気で家族と思っていたということが判明してからはすぐに和解した。『Go2!!』では名前のみの登場だがマイケルの発言では子供を妊娠している。マイケルが子供のミドルネームに桃子と同じ名前をつけることに反発したらしい。『Go3!!』でも名前のみ登場し無事出産をしたとマイケルから語られた。
マイケル・ロビンソン
演 - パトリック・ハーラン（パックンマックン）（Go!! - 2008）
岡村幸代と結婚。国籍はアメリカ。日本語はスムーズに話すことができるが、意味を勘違いしていることもあり、特に日本語のことわざが苦手である（「空気を読む」「油を売る」など）。ちなみに日本語版の一人称は「僕」である。千絵子に英語を教えると同時に自身も日本語を教えてもらっている。健康のために空手を習う。彼がアメリカ人である自身と日本人との幸代とは結ばれないと思い一時的に幸代とは離婚問題になってしまうが、それは幸代の勘違いであり事実は、母から墓参りに誘われて本人は墓参りに行ったことが無く日本の大事な行事と思っておりそのことで一時的にアメリカに帰ることだった。事実が分かった後に幸代とは和解した。通っている空手の道場は空手をケンカの道具に使ったら1回で破門になるらしく、そのため慎吾が不良（演 - 途中慎吾、浅井孝行、相原朋洋）に絡まれたのを助けようとしてあえて手を出さず殴られる。終盤では「鎌倉シティマラソン2005」に参加して完走を果たした。『Go2!!』では幸代との間に子供を授かった。将来のことで激しく悩む剛を励ます。その際「侍や浮世絵に大きな憧れを持って来日したが浮世絵も見つからず一度は来日に後悔していたが、日本人に親切にされたことで日本を好きになった」と語った。子供のミドルネームに桃子と同じ名前を付けようとしたことで幸代に怒られたことがあり、幸代と夫婦喧嘩になりやすいことを悩み良介に相談した。しばらくアメリカに帰っていたが『Go3!!』で再び来日。アメリカへ行こうとしている紀香にアドバイスをし、剛のアルバイトも応援している。桜井家の影響で家では食事の際「皆さんご一緒に、いただきます」という礼儀を大切にするようになる。高校時代はバスケ部だった。千絵子の家で樹里と大輝と知り合い仲良くなった。『2008』では紀香がアメリカに行くのが怖いということを心配する。紀香と小百合に従兄弟のケニーの東京観光を案内するようにお願いする。
ケニー
演 - マッテオ・インゼオ（2008・最終シリーズ）
マイケルの従兄弟。友人たち（演 - ジェイソン・ハンコック、レイラ・アリ、ジョナサン・アラン、エレオノラ ロ・コッコ）と共に紀香に案内してもらう。『最終シリーズ』は日本に住み、千絵子の店の手伝いをしている。最終話では五つ子2組の結婚式に出席した。
アンソニー・ジャクソン
演 - ジョン・カミナリ（最終シリーズ）
紀香と付き合っている40歳のアメリカ人。日本で貿易関連の会社を経営している。スキンヘッドで髭を生やした中年男性という風貌に、良介たちは驚いていた。紀香とは留学中に別居していた母親の面倒を見てくれたことにより知り合ったのだという。15年前に結婚し一男一女を儲けているが、前妻は5年前に病死している。普通に日本語を話す分にはほぼ問題ないのだが、形式張った日本語が苦手な模様。最終話で紀香と結婚した。
洋子・ジャクソン
演 - リンカ・スミス（最終シリーズ）
アンソニーの娘（第1子）。小学6年生。亡くなった実母だけを信頼しているあまり、紀香を好意的に思っていない。発熱で倒れたがそれでもなお紀香のことを信用できなかったが、紀香の「私のことは嫌いでもいいから病気を治して」という説得に答え看病を受けた。その後も母のことで揉めていて自分から母親の遺影写真を破いてしまう。そのことで紀香から母のことで説得を受け心を動かされ、紀香とは和解して母になる人と認めるようになり、結婚式にも出席した。
暖・ジャクソン
演 - 秋元晏斗玲（最終シリーズ）
アンソニーの息子（第2子）で洋子の弟。小学2年生。洋子と違って紀香を好意的に思っている。五つ子同様、紀香を「のんちゃん」と呼んでいる。洋子が発熱をして紀香に助けを求めた。最終話で姉と共に父の結婚式に出席した。

### 鎌倉の住人
前川てつお
良介の親友の会社社長。直接は登場しない。小学校時代は良介と野球でバッテリーを組んでいた。『5』の中盤で心筋梗塞で急死し良介は激しいショックを受けてしまう。享年42。『6』でも名前のみ登場し剛からも気遣われた。
樋口たつお
『Go!!』に登場した詐欺師。名前のみの登場であり、本人は直接登場しない。年齢は63歳。弁護士を偽って良枝との結婚を約束するが周平に逮捕された。常習で結婚詐欺をしていた。
横山
『Go!!』で名前のみ登場した良介の高校3年の時の担任。良介を「鎌倉シティマラソン」に誘った。
谷川 正太郎
演 - 伏見哲夫（Go2!!）
社交ダンスの先生で、良枝が再婚を考えていた相手。10年前に28年連れ添った妻を病気で亡くしている。誠実で、桜井家は次男の周平が猛反対していたことが解せなかった。妻に思い出を作ってあげられなかったことを激しく後悔していたが「後悔だけの生き方じゃつまらない」と言われたことに感謝をし交際することとなる。後に自ら桜井家で亡き妻への本心を話し、桜井家とは和解して結婚はこれから考えるという形になった。
海の家オーナー
演 - 森山米次（Go2!!）
亜理沙の友達の父親で、鎌倉の海の家で店長をしている。アルバイトをする剛の働きぶりを評価している。

### 生活協同組合
工藤 晴江
演 - 菊地幸代（5 - 最終シリーズ）
料理教室に参加していたメンバーの一人で大柄な体格、料理教室終了後は生協で桃子たちと共に働いている。よく驚く性格で拓也と中川との仲を美穂から聞いた時は仕事場でも驚いて叫ぶのを繰り返し美穂から呆れられていた。『2008』では子どもの進学のことで夫と夫婦喧嘩しておりストレスをためている。桃子が店長になることを期待している。『最終シリーズ』でも生協で働き、生協で暴れる太郎を保護する。最終話では五つ子2組の結婚式に出席した。
安野 麗子
演 - 夏川加奈子（Go!!）
桃子・美穂が働く生協の店長。
真山 芳子
演 - 片岡富枝（Go2!! - 2008）
桃子・美穂が働く生協の店長。美穂を気にいっており、美穂が正社員になることをささやかながら望んでいる。『2008』では桃子を店長に誘う。
阿部 龍太郎
演 - 高木将大（Go2!! - 最終シリーズ）
愛称あべちゃん。『Go2!!』より桃子・美穂が働く生協に就任して働いている。桃子を尊敬している。周囲の店で万引きが増えていることに悩んでいる。『Go3!!』では1話冒頭で桃子が美穂ができちゃった結婚をした夢を見て不機嫌になっている美穂を「心配しているからだ」と説得した。何かと美穂のことを気にかけていて度々相談に乗っている。『最終シリーズ』では店長に就任している。生協で暴れる太郎を保護する。最終話では剛と真理子、紀香とアンソニーの結婚式で司会をした。
西山 友里
演 - 松永裕子（最終シリーズ）
生協で働く少女。性格は少々生意気。多彩な若者言葉を使用する（言葉の意味は毎回テロップで表示される）。最終話では五つ子2組の結婚式に出席した。

### 竹内家
竹内 真紀子
演 - あいはら友子（6）
竹内 由佳
演 - 鈴木かすみ（6）
真紀子は桃子の働く生協の店長。再婚について悩んでいた。由佳はその娘で、拓也・慎吾・剛の3人が好意を持っていた。当初は性格は良いとは言えず、美穂と紀香は快く思っていなかったが、物語の終盤では五つ子および樹里が樹里の父親の一に独断で会いに行った際、由佳は自分も手助けをしたいと言い、五つ子らの反対にも屈さぬ意志で旅の資金援助を申し出た。

### 緑台高等学校
慎吾、剛、美穂、紀香の通う高校。
清水 幹男
演 - 大矢三四郎（Go!! - Go2!!）→矢内伸幸（Go3!!）
剛の友人。剛と共に喫煙をして停学になった。告げ口をした野口に報復しようとしたが、剛に止められてその結果剛も同罪とされてしまうものの慎吾に説得され自分から剛をかばって本当のことを言った。だが、その後もタバコなどの悪事は繰り返しており剛が緑台高校を辞める願望を持つきっかけとなってしまう。入学当初はサッカー部に入部したが練習についていけず退部。その際部員たちにバカにされたらしくそれを根に持ちサッカー部を陥れるために万引きをする。後に万引きしたことが知れ渡り退学になったが特に剛を責めることは無く、真面目に生きようと大工の見習いとなる。『Go2!!』では交通事故で入院した金子への見舞いで偶然剛と再会する。退学後は両親は離婚しており高卒認定試験を受けようとしている。彼女（演 - 重廣礼香）がいる。『Go3!!』では高卒認定試験は諦めて大工として一生働くと決めた。父親はリストラされ酒に溺れており父親の代わりに働きたいと思っている。父親を知らずに育った経緯がある。前述の一件があるため、桜井家からは現在も剛が彼に会うことは危険だと考えられている。『2008』以降は名前も含め、一切登場しておらず、剛と交流が続いているかは不明である。
金子 瞬
演 - 中村優一（Go!!）→足利翔一（Go2!!）
剛と清水の友人。剛が清水の万引きを告げ口したことで激怒し山崎と共に剛に暴行を加えるが後に和解したようである。『Go2!!』ではバイクを購入して乗り回すも交通事故で重傷を負い、バイクが学校にバレたら退学になるという理由で免許を諦める。清水の家に泊まっている剛を探している慎吾と拓也から清水の住所を吐かされる。『2008』以降は名前も含め、一切登場しておらず、剛と交流が続いているかは不明である。
山崎 康平
演 - 岩城貴（Go!! - ）→大澤佑介（Go2!! - ）
剛と清水の友人。『Go2!!』では金子同様バイクを購入したが金子が交通事故に遭ったことで免許取るのを辞めた。『Go3!!』では名前のみ登場。『2008』以降は名前も含め、一切登場しておらず、剛と交流が続いているかは不明である。
矢沢 渉
演 - 塩澤毅郎（Go!!）
五つ子の同級生。紀香に思いを寄せており、美穂を通して紀香への思いを伝えようとした。後に紀香本人に思いを伝え一応友達という関係にはなった。
青島 亮太
演 - 結城洋平（Go!! - Go2!! ）
慎吾のサッカー部のチームメイトでライバル。練習中の事故で慎吾に足を骨折させてしまう。そのことで慎吾がサッカーを辞めると言ったことに美穂から慎吾を説得するように頼まれるが「ライバルが減った」ということで慎吾を見放す発言をして美穂から憤慨される。だが慎吾に怪我を負わせた罪悪感に耐え切れず自ら慎吾を説得し和解した。『Go2!!』では慎吾に好意を抱いている真央と付き合うことを慎吾に勧めたり、慎吾が試合で負けた時も励ましたりしている。『Go!!』よりも出番が多少増えている。
美穂のクラスメート
演 - 田中愛里（Go!!)
不良女子高生3人組
演 - 飯島杏菜、松丸実希子、鈴木貴子（Go2!!）
『Go2!!』の時点で3年生の不良3人組。美穂や結衣を援助交際に誘う。
斎藤 結衣
演 - 宇野あゆみ（Go!! - 2008）
美穂の友人。『Go!!』では目立った活躍はしていない。『Go2!!』!!では大学生の従兄（演 - 田代大悟）がおり、美穂と紀香を合コンをして車で送る。援助交際をして援交オヤジ（演 - 徳永成倫）とカラオケで「学園天国」を歌っていたところを美穂たちに連れ戻されるが説得にも応じずに逃げてしまう。美穂が思いを寄せていた倉田大輔に独断で告白し、一時美穂とも絶縁かと思われる状況にもなったが後に和解。倉田大輔とも別れた。『Go3!!』では美穂や愛美と異なり異性との接触が無いことを不満に思っている。『2008』では高校卒業後も美穂との交流は続いていてバイトに悩んでいる。北野が日本に帰ってきたことで美穂に告白の助言をする。
高橋 愛美
演 - 井料彩美（Go2!! - 2008）
美穂の友人。『Go2!!』では目立った活躍はしていない。『Go3!!』では剛に思いを寄せており、美穂に色々とアドバイスを求めている。剛がバイトを辞めたことを非常に心配している。適当な理由でバイトを辞めたという剛を見損なうがその後罪悪感を覚えてしまい、剛が再度アルバイトをしたと知ると応援するようになる。『2008』では高校卒業後も美穂との交流は続いている。キャバクラでバイトをしていて美穂も誘う。キャバクラでは「ミヤビ」と名乗る。北野が日本に帰ってきたことで美穂に告白の助言をする。
西田 真央
演 - 上野真未（Go2!!）
五つ子たちの1つ後輩の女子生徒。慎吾を以前から追いかけており、ラブレターと思しき手紙を送っていた。実際これはラブレターではなく、家庭の問題で悩む真央が助けを求めて書いたものであり、異母兄の薬物中毒に関するものもあった。それでもやはり慎吾が好きだったが、最後は父親の転勤で別れることになった。
倉田 大輔
演 - 伊藤瞭（Go2!!）
五つ子たちの1つ年下で、バスケット部に所属していた。部活中誤って美穂にボールを当てたことで謝罪をしたことで美穂と知り合うことになり美穂は彼に恋心を抱いたが、告白の直前に斎藤結衣に抜け駆けを食らうことになった。
土屋 敏夫
演 - 乃木涼介（Go!!）
剛の担任で生活指導。厳格な性格。慎吾や剛からは自分を目の敵にしていると思われているが、清水によるサッカー部に濡れ衣を着せた万引きの事実を剛が話した時は「よく話してくれた」と褒めている。『Go2!!』では名前のみ登場。
北川
演 - 石川裕司（Go!! - ）
サッカー部の顧問。練習中の事故で骨折した慎吾を病院に連れていく。
塚本
演 - 朝倉伸二（Go3!!）
美穂、剛の高校3年時の担任。美穂と桃子と三者面談をする。
川上 葉子
演 - 大賀埜々（Go3!!）
慎吾、紀香の高校3年時の担任。慎吾、紀香と桃子と三者面談をする。

### 西城高等学校
拓也の通う高校。
サトル、ケンジ、タケキ、リョウスケ
演 - 松澤傑、柳沢太介、山口裕次郎、菊池希望（Go!!）
拓也の同級生の4人組。美穂と合コンで知り合うが、孤立している拓也の悪口を言ったことで水をかけられた。
宮本 光司
演 - 三浦圭祐（Go2!!）
拓也の同じクラスの同級生。拓也とはよく勉強のことで話し合う友人だが、後に桃子と良介を「情けない親」と言ったことで激怒した拓也と殴り合いのケンカをした（拓也本人曰く1発殴ったら5回殴られた）。
佐伯 秀人
演 - はじめロベルト（Go3!!）
拓也の高校の同級生、医学部。近所にラクガキをしていた常習犯。夜にラクガキをしていたところを拓也と慎吾に見つかり、拓也から説得されるが全く動じなかった。本当は天文学をしたいと思っており、親から医学部を強制されていたことでストレスをためてラクガキをしていたことを拓也に告白する。拓也から友達と言われたことで心を打たれラクガキを辞めた。父親は厳格で息子を殴って怪我を負わせたことがあった。終盤では交通事故に遭っている青年を助けられなかったことで医学部をやめようと考えている拓也を慰めた。
西口
演 - 林和義（Go3!!）
拓也の高校3年時の担任。拓也と桃子と三者面談をする。

### 柴原家
柴原 隼人
演 - 佐野和真（Go!!）
紀香のボーイフレンド。紀香を痴漢から救ってから本心を紀香に伝える。温厚な性格ではあるが自分からは「紀香へのストーカー」と言っている。美穂から一目ぼれされていた。最終話で舞が心臓移植のためにアメリカに行くのについていく。『Go2!!』では直接登場していないが、名前のみ登場し、紀香とメールで連絡を取り合っていて舞と共にロサンゼルスの大学へ行くと決めた。 『Go3!!』 以降は 『Go3!!』の3話に一度名前だけ登場したのみで、それ以降は名前も含め一切登場せず、紀香との交流は描かれていない。
柴原 舞
演 - 山口真璃亜（Go!!）
隼人の妹。一度隼人の浮気相手と間違えられたことがある。誤解が解けた後は紀香と仲良くなり親友となった。しかし、心臓が悪いせいか、物語の中で度々胸を抑えている。最終話で健康状況が悪化してしまう。命の危険に陥り、紀香は絶望してしまうが他の五つ子が「アメリカで心臓移植をして助かった患者は数えきれないぐらいいる」ということを知らせたことで紀香は元気を取り戻し、互いに喜んで見送られて心臓移植のために渡米した。『Go2!!』では名前のみ登場し、隼人によると病気は回復している。『Go3!!』以降は名前も含め一切登場しておらず、近況は不明。
柴原 直子
演 - 高谷智子（Go!!）
隼人、舞の母親。舞に希望を与えてくれた紀香に感謝している。

### 桃子の親友とその家族
高木 瑛子
演 - 富永美樹（Go2!!）
桃子の親友で、アナウンサーである。紀香は彼女にあこがれており、彼女の働くテレビ局を見学したこともあった。夫とは離婚しており、夫は子供を可愛がっていなかったらしくそれが原因である。娘には仕事を続けさせてくれないからと嘘をついていた。
高木 玲奈
演 - 麗美（Go2!!）
高木瑛子の娘。『Go2!!』の時点で中学2年生。紀香と知り合い仲良くなった。テレビに出ている母親は自分とは違いすぎるとコンプレックスを覚えている。
飯島 ゆかり
演 - 広岡由里子（Go2!!）
桃子の親友で、いわゆるセレブである。軽井沢に別荘を持っており、物語の終盤では高木瑛子や桜井家を招きいれた。性的に乱れている実の娘がいることが桃子との会話により判明した。桃子の家出の事情を知って良介を説得して桃子を迎えにいかせた。悩んでいる桃子に「五つ子との暮らしは苦労が5倍でも幸せも5倍になる」と説得し、その幸せも羨ましいと思っている。
広岡由里子は『3』の第4話で、五つ子の同級生である「あみちゃん」の母親役でも登場しているため、シリーズ全体では1人2役で出演している。
今中、安達、委員長
演 - 木川淳一、樋口靖、岡本裕樹（Go2!!）
桃子の高校時代の同級生の男子たち。仲が良く同窓会で桃子と再会したのを喜んでいた。委員長は本名不明で他の元同級生曰く高校時代と性格が一番変わっているらしい。

### 剛の仕事場
原田
演 - 高嶋宏行（Go3!! - 最終シリーズ）
剛の仕事場の先輩。歩美という妻と佑斗という息子がいる。「マリッジブルー」を「ブループラネット」と間違うなど、多少天然なところがある。言葉遣いは悪いが剛のことをいつも気遣っている理解者。剛と真理子との仲を応援しており助言する。最終話では五つ子2組の結婚式に出席した。
河野 真理子
演 - 持田真樹（2008・最終シリーズ）
剛が仕事場で知り合った女性でキッチンコーディネーター。父を早くに亡くし、母も仕事に出ていたことから、実質は祖母の元で育てられた（その祖母は、最終シリーズの3年前、すなわち、2008から2年後に死去している）。弟がおり、剛のことも弟のようなものと見ている。剛と付き合うが、以前からの希望だった仙台再開発プロジェクトの参加が決まり、剛と一緒にいたいという気持ちもあったが、剛の後押しもあり仙台に向かう。『最終シリーズ』では、仙台から戻ってきた直後に広島へ異動を予定していたが、乳癌が判明した。そのことを剛には伝えなかったことや病気のことを知っていた拓也も曖昧な伝え方であったことから、剛は5年の間に真理子が他の男性と関係を持ったと当初疑っていた。病気の手術を拓也の実習先の病院で受けることになったが、これが元で術後は病気前と同様の仕事や生活には完全に戻れないことから、剛を巻き込みたくないからと別れを告げるが、お互い本音を明かしたことにより打ち解け、新たな2人の夢「桜井工務店」を現実化するべく歩みだした。千絵子に剛との関係を助言され、最終話では美穂がデザインしてくれたドレスを着て剛と結婚した。
事務員
演 - 中里順子（最終シリーズ）
真理子が働いている仕事場の事務員。髪型はマッシュルームカット。剛と真理子の仲を応援していて、病気の真理子の回復を祈っている。最終話では五つ子2組の結婚式に出席した。

### 北野家
北野 克彦
演 - 加藤康起（Go3!! - 最終シリーズ）
桃子らが働く生協にパンを配達していた。22歳(Go3!!)→23歳(2008)→28歳（最終シリーズ）。一般バイト配達員のような風貌だが、実は配達元の「横浜ベーカリー」社長の御曹司で、東京大学卒業の隠れエリート。以前から美穂のことを気にしていて当初は美穂の安全のために尾行をしていてストーカーだと間違われ美穂たちに通報されそうになった。普段から敬語であり、美穂からはタメ口で話すように言われている。マイケルと美穂が付き合っていないことを知ると喜んだ。美穂が金持ちとの結婚だけで幸せになるということを否定し激怒したが後に彼の方から反省し謝罪した。どこか微妙な関係の中、自分の身元が明らかになった直後から美穂の態度が変わったことに気付き、失望する。最終的にはパンの勉強のためパリへ渡り、美穂にはいずれ最高のパンをご馳走すると約束。『2008』で帰国し、パティシエになるために親の会社を辞めて、両親に認めてもらえるようなパティシエになりたいと思い美穂がいたら頑張れると美穂と一緒にパリに行きたいと願って桜井家に頭を下げた。『最終シリーズ』最終話の剛と真理子、紀香とアンソニーとの結婚式ではウェディングケーキを作って差し出した。慎吾からは、漫画『花より男子』になぞらえて、「道明寺」と呼ばれている。
北野 薫
演 - 伊藤庸介（Go3!!）
克彦の弟で、渡仏した兄に代わりパンを配達することになった。

### 教師
後藤 信夫
演 - 亀山助清（4）
慎吾の小学校時代の担任。
紺野 彩夏
演 - 八木小織（Go2!!・Go3!!）
良介の働く学校の女性教師。受け持っているクラスでは万引きや家出をする問題児が出てきて苦悩している。良介に好意を抱いている模様で、一時は良介の携帯に電話したり、度々会う約束をしていたため、桜井家では一時、良介の浮気相手と疑われてしまい、結果的に良介と桃子の夫婦喧嘩の原因を作ってしまう。『Go3!!』ではそういった描写はないが、いまだに良介を尊敬している模様。良介の教え子の中村が白紙でテスト用紙を提出したことで良介にSOSを求めているのではないかと推測し、それが的中して中村の問題は解決することになる。ヘッドハンティングにより良介が他の塾へ転身することを拒んでおり、反対していた（結局この話は無効となり、紺野は胸をなでおろす結果となった）。
同僚教師
演 - 大堀こういち（Go2!!）
良介の働く学校の男性教師。紺野同様に良介を信頼している。
中畑
演 - マックン（Go3!! - 最終シリーズ）
良介の働く学校の男性教師。柔道部の顧問で紺野と付き合っている。『2008』ではマイケルと親しくなり、マイケルのことを「前から知っている気がする」と発言した。『最終シリーズ』では受け持っているクラスの親に子供の嫌いな給食を出されたと抗議するモンスターペアレントが出て来て憤慨している。
南 千春
演 - 永衣美貴（2008）
智の担任。浩と共に智とのケンカの理由を桜井家に話した。

### 杉本家
父親は仕事で不在の状態で、母親が入院したために西園寺家が預かることになった五つ子。しかし、西園寺家（家は楠家）で預かりきれなくなり、桜井家で預かることとなった。帰国した父親に引き取られ、後に母親も退院した。その後もちょくちょく桜井家に来ていた。最終シリーズでは桃子の夢の中でのみ登場した。2001年生まれの6歳で、初登場時の五つ子と同じ年。当時の五つ子とも雰囲気が似ている。『2008』最終話では5人でアメリカへ行く紀香を見送った。
杉本 翔
演 - 望月太陽（2008・最終シリーズ）
黄色を主にした衣服やモノが多い。桜井家の第一子で長男の拓也と同じく五つ子の中で一番賢くリーダー的存在。五つ子で唯一1日休学したことがあり、通知表に皆勤賞が書かれなかったことで違和感を覚え母親の見舞いに行けなくなるが桃子や他の兄弟の励ましで立ち直った。一人称は「僕」。
杉本 まお
演 - 下江梨菜（2008・最終シリーズ）
ランドセルの色は赤。桜井家の末っ子で次女の美穂と同じくおしゃれ（化粧）が好き。一人称は「あたし」。
杉本 潤
演 - 内田偉月（2008・最終シリーズ）
青を主にした衣服やモノが多い。桜井家の三男で慎吾と同じくサッカーが好き。兄弟と共に嫌いなトマト食べれば母親が早く退院できると神に誓ったが、誓いを守れずにトマトをトイレに流してしまう。母の退院が長引いたことで激しい罪悪感を覚え自白して謝罪する。翔と智から責められるが慎吾が2人を説得したことで和解し、トマトを克服することもできた。一人称は「俺」（初登場時）あるいは「僕」。
杉本 まさみ
演 - 坂本璃桜（2008・最終シリーズ）
ランドセルの色は赤。桜井家の長女の紀香と同じく食べることが好き。1人だけ自転車に乗れないことで他の五つ子とは違うと劣等感を覚え桜井家に入り込む。補助無しの自転車に乗ることができなかったが、紀香のおかげで乗ることができるようになった。一人称は「まさみ」あるいは「わたし」。杉本家の五つ子の中で一番出番が多い。
杉本 智
演 - 平野心暖（2008・最終シリーズ）
緑を主にした衣服やモノが多い。しかし、ランドセルの色は黒。桜井家の次男で剛と同じく気が弱いが優しい面がある。初登場時の剛と同じくおねしょをしており潤と翔に「おねしょマン」呼ばわりされる（『2008』の6話）。一人称は「僕」。

### 小泉家
小泉 浩
演 - 加藤清史郎（2008）
智の同級生で友人。まさみに悪口を言ったことで智とケンカをする。後に罪悪感を覚え智に自ら謝罪をして仲直りする。
小泉 則子
演 - 島邑みか（2008）
浩の母親。過保護なモンスターペアレントで息子にケガをさせた智を一方的に責めた。

### サッカークラブ
渡辺 佑介
演 - 原周平（2008）
慎吾にサッカーを教わっている少年。彼との出会いがきっかけで慎吾はサッカーチームのコーチを引き受けることになった。サッカークラブでは同級生（演 - 小杉彩人、澤田怜央、金子雄）とつるんで信人をいじめていた。他の同級生に脅されてやったことだったというが慎吾の説得で同級生を含むサッカークラブ全員が和解することとなった。
渡辺 秋子
演 - 澤口夏奈子（2008）
佑介の母親。モンスターペアレントで佑介が慎吾にイジメのことを責められたことで慎吾を一方的に責めてしまう。
重田 信人
演 - 小杉彩人（2008）
慎吾の教えるサッカークラブの少年。同じサッカークラブに所属する、佑介たちにいじめを受けていたが慎吾が佑介を説得したことにより和解した。
花田 武
演 - 浦野REN（2008）
小学生サッカークラブの先生。慎吾をサッカークラブのコーチに誘う。

### 山本家
山本 凛
演 - 和川未優（2008）
拓也が家庭教師をしている女子中学生。勉強はサボりがち。現在の母とは血が繋がっていないため、本当に自分を愛してくれていないと思っていた。コウスケという弟がいる。実の母親は彼女が2歳の時に病死している。そのため拓也が五つ子ということを羨ましがっている。拓也を「先生」と呼びつつもワガママを言い拓也をゲーセンに誘ったりもしていた。夜拓也と2人でいるところに不良に絡まれて近くの警察署へ逃げ込むが、そのことで義母にひっぱたかれてしまう。その日は桜井家に泊まることとなり他の五つ子とも仲良くなり桃子の説得で義母と和解することができた。西城高校に入学するのを目指し勉強を続けている。
山本 由佳里
演 - 伊藤さやか
凜の義母。コウスケという実の息子がおり、凜はコウスケだけを愛していて自分のことは愛していないと思っているが本心では凜のことを愛している。桃子が凜に助言したことで凜と和解することができた。

### 海西中学
『最終シリーズ』で慎吾が教師として赴任した学校。
柴田 敦也
演 - 加藤将太（最終シリーズ）
慎吾の赴任した海西中学に通う3年生。彼の家は代々、東大卒の弁護士である。2年生の頃から体育の授業は見学し、他の教科の勉強をしている。運動は得意ではないがバスケ好きである。同級生曰く『SLAM DUNK』の漫画を全巻持っている。慎吾の説得で体育の授業にも出て友人たち（演 - 安達大、中村竜之慎、提坂拓弥）とも友好的に接するようになる。慎吾のことを信頼するようになり、それからは母親に反発するようになった。
柴田 千寿子
演 - 赤澤ムック（最終シリーズ）
敦也の母。息子に弁護士を継がせようとしている。いわゆるモンスターペアレントである。息子を弁護士を継がせると縛り付けており、後に息子から反発されるようになる。息子と違って慎吾を最後まで信用しておらず和解することは無かった。後に坂本太郎を虐待する母親が出てきた際、慎吾は千寿子の方がマシだと言う。
延岡
演 - 朝倉伸二（最終シリーズ）
慎吾が赴任した海西中学の副校長。
宮下
演 - 板東英二（最終シリーズ）
慎吾が赴任した海西中学の校長。
女子バスケ部部員
演 - 内田菜々、浅見真生（最終シリーズ）
海西中学のバスケ部員。慎吾と友好的に接している。

### 医者関係
伊藤
演 - 藤本竜輔（2008）
拓也の大学の同級生。拓也に助言する。
中沢
演 - 津田健次郎（2008）
拓也の大学の先輩であり、勤務医をしている医師。
佐久間 孝義
演 - 左右田一平（2008）
千絵子と共にボランティアをしている元医者。拓也に医者としての助言をする。
小野寺 純一
演 - 千代将太（最終シリーズ）
拓也の同僚の研修医。拓也の良き理解者。剣道が好き。
田中医師
演 - 小川慶子（最終シリーズ）
拓也の実習先の市川南病院の医師。病院のシーンで何度も登場しているが特に目立った活躍はしていない。
看護師
演 - 大川明子（最終シリーズ）
拓也が研修員をしている市川南病院の産婦人科の看護師。患者の妊婦を運んだ際、患者本人の希望で男性である拓也と小野寺に病室の中に入らないように言った。
守衛
演 - 田島茂樹（最終シリーズ）
市川南病院で守衛をしている。真理子を探しに来た剛に病院内へ入る許可をした。

### 青空学園
坂本 太郎
演 - 加藤翼（最終シリーズ）
桃子が生協で出会った少年。「青空学園」という児童養護施設に預けられている。母親（久美子）は、いわゆる未婚の母で、鎌倉のアパートに男性と住んでいたが、後に退去したため音信不通となった。母親を追って「青空学園」を飛び出し鎌倉に単身向かったところ、部屋に入れてもらえず呆けていたところで周平夫妻に保護され、その際に太郎が桃子の名前を出したことから、桜井家に一時身を寄せることになり、母親から虐待をされているがそれでも母親を信じ、手紙を出すも住所が不明のため返されてしまう。大森と青山から母親は来ない事実を知らされてショックで飛び降り自殺を図るが桃子に止められ平手打ちされる。そのことで大切な人の気持ちを理解し謝罪した。実子のいない家計に引き取られ、ラストシーンでは他の生徒たちと一緒に桜井家で週末里親になった桃子と良介の世話になっている。
大森 健次
演 - 鈴木正幸（最終シリーズ）
児童養護施設「青空学園」の園長。
青山 絵梨
演 - 岡あゆみ（最終シリーズ）
児童養護施設「青空学園」で働く女性。子供の頃に親に捨てられ「青空学園」で育った過去があり、その後の経緯で母親が殺害されていたことが判明する。
眞
演 - 阿部考将（最終シリーズ）
祐司
演 - 喜内琉斗（最終シリーズ）
亜子
演 - 児玉萌々（最終シリーズ）
亜由美
演 - 佐々木りお（最終シリーズ）
太郎同様、青空学園に預けられている子ども。桜井家の週末里親の体験のために、太郎とともに桜井家にやってきた。眞は刀のオモチャで遊んでおり、「またつまらぬ物を斬ってしまった」と発言した。

### ザ・セメント
細野 誠
演 - 竹内友哉（最終シリーズ）
林 修一
演 - 畠中正文（最終シリーズ）
大滝 吾郎
演 - 森崎佳法（最終シリーズ）
森 進二
演 - 足立雲平（最終シリーズ）
バンド「ザ・セメント」のメンバー。剛ともバンドを組んでいた。剛と真理子との結婚式で真理子のための歌のライブを演奏した。
竹内 奈緒
演 - 佑記奈桜（最終シリーズ）
ザ・セメントのディレクター。剛にギターのアドバイスをする。

### その他
杉山 理沙
演 - 雨宮朋絵（1 - 3）
マンションに住んでいた頃の桃子の友人で2人の子供がいる。
大平 松之助
演 - 松岡憲治（2 - 4）
初めて五つ子たちと会ったときは慎吾と剛を怒ったこともあるが、後に親しくなる。五つ子たちからは「大平のおじいちゃん」と親しまれていた。彼が北海道の娘夫婦と暮らすために移住した後、その家が桜井家の手に渡った。『6』には名前のみ登場し、千絵子に美咲の下宿を依頼した。
ラッキー
『2』に登場した柴犬。捨て犬で五つ子に拾われて家族同然となる。後に単に捨てられたのではなく誰かに育ててもらうことを願っていたことが判明する。新しい家族が決まったことで五つ子と涙ながらに別れた。
佐藤 夏美
演 - 石川朝（2 - 4）
五つ子たちが鎌倉で出会った少女。年齢は五つ子たちより3歳上（1989年生まれ。ただし、Goシリーズ以降は未登場だが1986年生まれである）。主に剛から「夏美お姉ちゃん」と親しまれていた。
藤本 仙太郎
演 - 鶴田忍（4・5）
千絵子の老人会の友人。発明が得意で五つ子たちからは「エジソン先生」と呼ばれていた。
井口 明
演 - 田中雄士（3）
剛が学童クラブで面倒を見ている1年生。剛のことは尊敬している。
永島 純
演 - 山田孝之（4）
慎吾のサッカーのコーチをしている16歳の少年。慎吾からはヒーローと呼ばれ憧れられていた。なお、演者の山田は『4』の主題歌を担当している。
綾乃
演 ‐ 永井杏（4）
五つ子の同級生。剛のことを気に入っていて積極的にアプローチをする、気が多い女の子で、次の気に入った男の子を見つけて剛のことを追いかけることをやめた。
望月 秀子
演 - 真瀬樹里（5）
料理教室に参加していたメンバーの一人。美穂は彼女と中原陽を付き合わせようと画策したことがある。愛称は「デコちゃん」。
片岡 英作
演 - 宮下直紀（5）
桃子が当時開いていた料理教室に参加していた。良介の教え子だった。英語が得意。
中原 陽
演 - 安藤亮司（5）
ジャグラー。大道芸人を志望していた。主に慎吾と仲が良かった。彼も良介の教え子だった。
菊地 宙太
演 - 池田幹（3・5）
慎吾のいたサッカーチームのコーチ。桃子が当時開いていた料理教室にも参加していた。
加藤 美咲
演 - 前園りさ（6）
大平松之助の孫娘で大学受験のために北海道から楠家に下宿していた。物語の終盤では、五つ子たちが樹里の父に会いに行く際に同行した。1985年9月11日生まれ。Goシリーズでは1982年9月11日生まれで、名前のみの登場。
中川 香織
演 - 加賀美早紀（Go!!）
拓也が頻繁に訪れていたレストランで働いていた女性。20歳（当初は15歳と偽っていた）。喫煙者。17歳の時に親とケンカして家出して東京に来た。兄がおり、親から優秀な兄と比較され激昂しグレていて、父への反抗心から万引きをしたり暴走族にも所属したことがある。不良2人組（演 - 竹下笳人、出雲洋平）に恐喝されていた拓也を助けたことで知り合うことになる。秋田出身で、将来の夢は看護師。のちに拓也は彼女に恋心を抱くが、ある夜に拓也が自転車で怪我をして一緒に桜井家を訪れた際、桃子から拓也と会わないように言われてしまい、次の日には客（演 - 七枝実、櫻井幸輝、山方隆士）とのトラブルでレストランを辞めさせれてしまい、その現場を外から見ていた拓也は店長（演 - 蒲生純一）に抗議しようとするが「恋人じゃないんだから勝手なことしないで」と冷たく返して去ってしまう。その後、道路工事の警備員のアルバイトをしているところを剛に見つかり拓也には口止めしていたが、後に拓也に知られるが冷たく返す。その後に発熱してしまい拓也に看病をしてもらい、その際に本来ならアパートの契約更新の20000円を病院の治療費で払ってしまった。その２万を拓也はなんとかしようとして事情を聴いた桃子が工面した２万を拓也から渡され香織を桃子に借用書を渡す。後にビル掃除のアルバイトをして夜の仕事だったことでよく朝に桜井家で朝食をすることが多くなり、桜井家及び拓也との関係も良くなっていく。桃子の助言で秋田の実家に電話して里帰りをすることになる。しかし拓也になんにも言わずに桜井家への感謝と実家で家族とやり直す決意、そして勝手に帰ることを謝罪する手紙を送り、そのまま引っ越してしまう。『Go2!!』では名前のみ登場。
三井
演 - 崎山凛（Go2!! - Go3!!）
剛がアルバイトをしているガソリンスタンドの店員。いろいろと剛にアドバイスをしている。『Go3!!』で剛がバイトを辞めたことに関しては、「よく働いてくれていた」と悔やんでいた。
杉浦 貞夫
演 - 若松俊秀（Go2!!）
仲間たち（演 - 安部朋弘、石井伸忠）と3人で鎌倉でサーフィンをしているサラリーマン。海で溺れている人を救助したことで剛から憧れられ、サーフィンを教えてもらうように頼まれる。『Go3!!』では九州に引っ越した。
中村 優花
演 - 高橋英里（Go3!!）
良介が働いている中学の女子生徒で良介の教え子。成績は優秀だが答案用紙を白紙で提出していた。それは進路のことで親と揉めていて悩みを良介と相談したいというSOSのサインであり、すぐに問題は解決した。
井上 昌之
演 - 小林すすむ（Go3!!）
良介が転勤することになっている明神塾の職員。良介が明神塾で働く相談を桃子に持ち掛ける。
関口
演 - 渡航輝（Go3!!）
井上の助手。
鈴木 聡子
演 - 松永玲子（Go3!!）
芸能プロダクションの女性。紀香をモデルとしてスカウトする。
販売員
演 - 末吉くん（2008）
生協で販売員をしていた青年。肉焼きの経験は低く販売している肉を焦がしてしまい桃子と取っ組み合いになる。第1話の序盤に桃子の夢の中に登場したキャスターと同じ姿をしている。
安藤
演 - 大塚秀記（最終シリーズ）
紀香の会社の上司で紀香を信頼している。テンションが高く英語混じりやオカマ口調で喋る。最終話では五つ子2組の結婚式に出席した。

## スタッフ
- 企画：山田康裕、橋本孝、荒井光明
- 脚本：浪江裕史、福田裕子、鈴木貴子、清水東
- 音楽：旭純
- 技術：志村泰史（第1シリーズ）
- カメラ：菊池守（第1シリーズ）、関毅
- VE：軒名秀明（第1シリーズ）、飯泉亮
- 音声：戸田直之（第1シリーズ）、平井秀知、奥泉秀信、西森公二
- 照明：和泉陽子（第1シリーズ）、岩岡正、西彩乃
- 選曲：矢崎裕行
- 音響効果：下城義行、本沢利明
- 編集：山田宏司（第1シリーズ）、大塚民生（第2シリーズから最終シリーズまで）
- MA：八木明広（第1シリーズ）、武藤康一、栃本征男、山下諒
- 美術制作：斎田時雄（第1シリーズ）、平川恵子
- 美術プロデューサー：平野裟一
- 美術デザイン：金子幸雄（第1シリーズ）、清水袈裟寿
- 装置：葛西剛太（第1シリーズ）、大森俊也
- 装飾：松宮廣之
- 小道具：八木沢宗夫（第1シリーズ）
- メイク：飯浦亜由美
- 持道具：岩佐麗（第1シリーズ）、小松絵里子
- 衣裳：綿貫奈保子
- プロデューサー：嶋村希保、原克子、溝口靖、富田勝典、吉川厚志、荒井光明、佐藤敦司、三城真一
- 演出：富田勝典、酒井聖博、松村聖治、荒井光明、吉川厚志、山崎統司、森嶋正也、浜弘大、山口祐司、塚原あゆ子、田沢幸治
- 製作：TBS、松竹（1）→VSO（2 - 4）→ドリマックス・テレビジョン（5 - 最終シリーズ）

## 放送日程
| 大好き!五つ子 |               |                    |                   |          |
| 回数          | 放送日        | タイトル           | 脚本              | 演出     |
| 第1回         | 1999年8月2日  | 五つ子デビュー     | 鈴木貴子          | 富田勝典 |
| 第2回         | 1999年8月3日  | 二段ベッドの秘密   | 鈴木貴子          | 富田勝典 |
| 第3回         | 1999年8月4日  | ホントにウチの子?  | 鈴木貴子          | 富田勝典 |
| 第4回         | 1999年8月5日  | おんなの意地       | 鈴木貴子          | 富田勝典 |
| 第5回         | 1999年8月6日  | トイレ事件のなぞ   | 鈴木貴子          | 富田勝典 |
| 第6回         | 1999年8月9日  | さかなの家族       | 清水東            | 富田勝典 |
| 第7回         | 1999年8月10日 | ママの笑顔         | 清水東            | 富田勝典 |
| 第8回         | 1999年8月11日 | おんなの見栄       | 清水東            | 富田勝典 |
| 第9回         | 1999年8月12日 | ホームアローン     | 清水東            | 富田勝典 |
| 第10回        | 1999年8月13日 | リーダーの条件     | 清水東            | 富田勝典 |
| 第11回        | 1999年8月16日 | 夏休み大計画       | 鈴木貴子          | 酒井聖博 |
| 第12回        | 1999年8月17日 | 病気になった理由   | 鈴木貴子          | 酒井聖博 |
| 第13回        | 1999年8月18日 | お世話になります   | 鈴木貴子          | 酒井聖博 |
| 第14回        | 1999年8月19日 | お手伝いはたいへん | 鈴木貴子          | 酒井聖博 |
| 第15回        | 1999年8月20日 | 神様からのバツ     | 鈴木貴子          | 酒井聖博 |
| 第16回        | 1999年8月23日 | もうひとりの妹     | 鈴木貴子          | 酒井聖博 |
| 第17回        | 1999年8月24日 | おばあちゃんの反乱 | 鈴木貴子          | 酒井聖博 |
| 第18回        | 1999年8月25日 | 負けるな兄弟       | 鈴木貴子          | 酒井聖博 |
| 第19回        | 1999年8月26日 | 宿題大騒動         | 鈴木貴子          | 酒井聖博 |
| 第20回        | 1999年8月27日 | 五つの願い         | 鈴木貴子          | 酒井聖博 |
| 第21回        | 1999年8月30日 | ウソとナイショ     | 鈴木貴子 浪江裕史 | 松村聖治 |
| 第22回        | 1999年8月31日 | 結婚したらヨソの人 | 鈴木貴子 浪江裕史 | 松村聖治 |
| 第23回        | 1999年9月1日  | 仲直りのひけつ     | 鈴木貴子 浪江裕史 | 松村聖治 |
| 第24回        | 1999年9月2日  | 最高のプレゼント   | 鈴木貴子 浪江裕史 | 松村聖治 |
| 第25回        | 1999年9月3日  | おじいちゃんの背中 | 鈴木貴子 浪江裕史 | 松村聖治 |
| 第26回        | 1999年9月6日  | 天国ってどこ?      | 浪江裕史          | 松村聖治 |
| 第27回        | 1999年9月7日  | くろい箱の秘密     | 浪江裕史          | 松村聖治 |
| 第28回        | 1999年9月8日  | おとなの事情       | 浪江裕史          | 松村聖治 |
| 第29回        | 1999年9月9日  | きょうだいの絆     | 浪江裕史          | 松村聖治 |
| 最終回        | 1999年9月10日 | かがやく日         | 浪江裕史          | 松村聖治 |

| 大好き!五つ子2 |               |                           |
| 回数           | 放送日        | タイトル                  |
| 第1回          | 2000年7月24日 | 2年生なんだから!          |
| 第2回          | 2000年7月25日 | 五つの個性                |
| 第3回          | 2000年7月26日 | 漢字大きらい              |
| 第4回          | 2000年7月27日 | 自転車パニック!           |
| 第5回          | 2000年7月28日 | おとこの意地              |
| 第6回          | 2000年7月31日 | 拓也の通信ぼ              |
| 第7回          | 2000年8月1日  | カミナリ親父がやって来た! |
| 第8回          | 2000年8月2日  | おじいちゃんの匂い        |
| 第9回          | 2000年8月3日  | 美穂の反乱!               |
| 第10回         | 2000年8月4日  | 大かぞく旅行?             |
| 第11回         | 2000年8月7日  | 夏休みドコ行くの?         |
| 第12回         | 2000年8月8日  | ナイショの約束            |
| 第13回         | 2000年8月9日  | 初恋とピアノ              |
| 第14回         | 2000年8月10日 | ノンちゃんの告白          |
| 第15回         | 2000年8月11日 | それぞれの涙              |
| 第16回         | 2000年8月14日 | もう!離れない!!           |
| 第17回         | 2000年8月15日 | bye bye                   |
| 第18回         | 2000年8月16日 | ルックス?!                |
| 第19回         | 2000年8月17日 | ラブ･LOVE♡♡               |
| 第20回         | 2000年8月18日 | 5人はエンジェル!?         |
| 第21回         | 2000年8月21日 | 剛のヒミツ                |
| 第22回         | 2000年8月22日 | サイコーの友情            |
| 第23回         | 2000年8月23日 | 初めてのお留守番!         |
| 第24回         | 2000年8月24日 | 小さな命                  |
| 第25回         | 2000年8月25日 | 家なき子                  |
| 第26回         | 2000年8月28日 | ほしいんだモン!           |
| 第27回         | 2000年8月29日 | ピュアなこころ            |
| 第28回         | 2000年8月30日 | ホントの家族              |
| 第29回         | 2000年8月31日 | ふたつの大事件            |
| 最終回         | 2000年9月1日  | チャレンジ                |

| 大好き!五つ子3 |               |                         |
| 回数           | 放送日        | タイトル                |
| 第1回          | 2001年7月23日 | お宝の山                |
| 第2回          | 2001年7月24日 | ボクの金メダル          |
| 第3回          | 2001年7月25日 | 今年のお正月            |
| 第4回          | 2001年7月26日 | いじめっ子              |
| 第5回          | 2001年7月27日 | 恋はアンバランス        |
| 第6回          | 2001年7月30日 | 大脱走!                 |
| 第7回          | 2001年7月31日 | 私のお部屋              |
| 第8回          | 2001年8月1日  | みんなお年ごろ          |
| 第9回          | 2001年8月2日  | 親友                    |
| 第10回         | 2001年8月3日  | あこがれの×○△!          |
| 第11回         | 2001年8月6日  | ママはクラクラ          |
| 第12回         | 2001年8月7日  | 最高だネ!               |
| 第13回         | 2001年8月8日  | バラバラな心            |
| 第14回         | 2001年8月9日  | 大×2家族計画!!          |
| 第15回         | 2001年8月10日 | いつまでもいつまでも♡   |
| 第16回         | 2001年8月13日 | やさしいウソ            |
| 第17回         | 2001年8月14日 | 30円のしあわせ          |
| 第18回         | 2001年8月15日 | 魔法のちから            |
| 第19回         | 2001年8月16日 | ウチのパパは…           |
| 第20回         | 2001年8月17日 | 恋のキューピット        |
| 第21回         | 2001年8月20日 | ラブラブ大作戦          |
| 第22回         | 2001年8月21日 | 恋の青い鳥♡             |
| 第23回         | 2001年8月22日 | 勇気を出して!           |
| 第24回         | 2001年8月23日 | いじっぱりと意気地なし  |
| 第25回         | 2001年8月24日 | おや･親･娘･子?          |
| 第26回         | 2001年8月27日 | ひと夏の恋              |
| 第27回         | 2001年8月28日 | ママの夏休み            |
| 第28回         | 2001年8月29日 | それでは皆さんご一緒に! |
| 第29回         | 2001年8月30日 | ママの恋人              |
| 最終回         | 2001年8月31日 | 答えはしあわせ          |

| 大好き!五つ子4 |               |                       |
| 回数           | 放送日        | タイトル              |
| 第1回          | 2002年7月22日 | 自己チュー            |
| 第2回          | 2002年7月23日 | 迷える子ひつじ        |
| 第3回          | 2002年7月24日 | ママの夢              |
| 第4回          | 2002年7月25日 | 裏ぎり者              |
| 第5回          | 2002年7月26日 | 二人の関係            |
| 第6回          | 2002年7月29日 | チョー大ピンチ        |
| 第7回          | 2002年7月30日 | HERO                  |
| 第8回          | 2002年7月31日 | つまンない男          |
| 第9回          | 2002年8月1日  | わがままな計画表      |
| 第10回         | 2002年8月2日  | 1/5?!                 |
| 第11回         | 2002年8月5日  | 熱い戦い              |
| 第12回         | 2002年8月6日  | 女ごころ              |
| 第13回         | 2002年8月7日  | サイコーはサイテェー! |
| 第14回         | 2002年8月8日  | センスとルール        |
| 第15回         | 2002年8月9日  | おばあちゃん×2        |
| 第16回         | 2002年8月12日 | 消えた夏の夢          |
| 第17回         | 2002年8月13日 | おばさんママ?!        |
| 第18回         | 2002年8月14日 | 恋のトラブル          |
| 第19回         | 2002年8月15日 | モー!!やめたァ!       |
| 第20回         | 2002年8月16日 | ウェルカムホーム♡     |
| 第21回         | 2002年8月19日 | ベストフレンド        |
| 第22回         | 2002年8月20日 | ボーイフレンド        |
| 第23回         | 2002年8月21日 | プレゼント            |
| 第24回         | 2002年8月22日 | マイファミリー        |
| 第25回         | 2002年8月23日 | ミステリー            |
| 第26回         | 2002年8月26日 | ひみつ                |
| 第27回         | 2002年8月27日 | 本気VSマジ            |
| 第28回         | 2002年8月28日 | タイムリミット        |
| 第29回         | 2002年8月29日 | ホントの家族          |
| 最終回         | 2002年8月30日 | スマイルスマイル      |

| 大好き!五つ子5 |               |          |
| 回数           | 放送日        | タイトル |
| 第1回          | 2003年7月21日 |          |
| 第2回          | 2003年7月22日 |          |
| 第3回          | 2003年7月23日 |          |
| 第4回          | 2003年7月24日 |          |
| 第5回          | 2003年7月25日 |          |
| 第6回          | 2003年7月28日 |          |
| 第7回          | 2003年7月29日 |          |
| 第8回          | 2003年7月30日 |          |
| 第9回          | 2003年7月31日 |          |
| 第10回         | 2003年8月1日  |          |
| 第11回         | 2003年8月4日  |          |
| 第12回         | 2003年8月5日  |          |
| 第13回         | 2003年8月6日  |          |
| 第14回         | 2003年8月7日  |          |
| 第15回         | 2003年8月8日  |          |
| 第16回         | 2003年8月11日 |          |
| 第17回         | 2003年8月12日 |          |
| 第18回         | 2003年8月13日 |          |
| 第19回         | 2003年8月14日 |          |
| 第20回         | 2003年8月15日 |          |
| 第21回         | 2003年8月18日 |          |
| 第22回         | 2003年8月19日 |          |
| 第23回         | 2003年8月20日 |          |
| 第24回         | 2003年8月21日 |          |
| 第25回         | 2003年8月22日 |          |
| 第26回         | 2003年8月25日 |          |
| 第27回         | 2003年8月26日 |          |
| 第28回         | 2003年8月27日 |          |
| 第29回         | 2003年8月28日 |          |
| 最終回         | 2003年8月29日 |          |

| 大好き!五つ子6 |               |          |
| 回数           | 放送日        | タイトル |
| 第1回          | 2004年7月19日 |          |
| 第2回          | 2004年7月20日 |          |
| 第3回          | 2004年7月21日 |          |
| 第4回          | 2004年7月22日 |          |
| 第5回          | 2004年7月23日 |          |
| 第6回          | 2004年7月26日 |          |
| 第7回          | 2004年7月27日 |          |
| 第8回          | 2004年7月28日 |          |
| 第9回          | 2004年7月29日 |          |
| 第10回         | 2004年7月30日 |          |
| 第11回         | 2004年8月2日  |          |
| 第12回         | 2004年8月3日  |          |
| 第13回         | 2004年8月4日  |          |
| 第14回         | 2004年8月5日  |          |
| 第15回         | 2004年8月6日  |          |
| 第16回         | 2004年8月9日  |          |
| 第17回         | 2004年8月10日 |          |
| 第18回         | 2004年8月11日 |          |
| 第19回         | 2004年8月12日 |          |
| 第20回         | 2004年8月13日 |          |
| 第21回         | 2004年8月16日 |          |
| 第22回         | 2004年8月17日 |          |
| 第23回         | 2004年8月18日 |          |
| 第24回         | 2004年8月19日 |          |
| 第25回         | 2004年8月20日 |          |
| 第26回         | 2004年8月23日 |          |
| 第27回         | 2004年8月24日 |          |
| 第28回         | 2004年8月25日 |          |
| 第29回         | 2004年8月26日 |          |
| 第30回         | 2004年8月27日 |          |
| 第31回         | 2004年8月30日 |          |
| 第32回         | 2004年8月31日 |          |
| 第33回         | 2004年9月1日  |          |
| 第34回         | 2004年9月2日  |          |
| 最終回         | 2004年9月3日  |          |

| 大好き!五つ子Go!! |               |          |
| 回数              | 放送日        | タイトル |
| 第1回             | 2005年7月18日 |          |
| 第2回             | 2005年7月19日 |          |
| 第3回             | 2005年7月20日 |          |
| 第4回             | 2005年7月21日 |          |
| 第5回             | 2005年7月22日 |          |
| 第6回             | 2005年7月25日 |          |
| 第7回             | 2005年7月26日 |          |
| 第8回             | 2005年7月27日 |          |
| 第9回             | 2005年7月28日 |          |
| 第10回            | 2005年7月29日 |          |
| 第11回            | 2005年8月1日  |          |
| 第12回            | 2005年8月2日  |          |
| 第13回            | 2005年8月3日  |          |
| 第14回            | 2005年8月4日  |          |
| 第15回            | 2005年8月5日  |          |
| 第16回            | 2005年8月8日  |          |
| 第17回            | 2005年8月9日  |          |
| 第18回            | 2005年8月10日 |          |
| 第19回            | 2005年8月11日 |          |
| 第20回            | 2005年8月12日 |          |
| 第21回            | 2005年8月15日 |          |
| 第22回            | 2005年8月16日 |          |
| 第23回            | 2005年8月17日 |          |
| 第24回            | 2005年8月18日 |          |
| 第25回            | 2005年8月19日 |          |
| 第26回            | 2005年8月22日 |          |
| 第27回            | 2005年8月23日 |          |
| 第28回            | 2005年8月24日 |          |
| 第29回            | 2005年8月25日 |          |
| 第30回            | 2005年8月26日 |          |
| 第31回            | 2005年8月29日 |          |
| 第32回            | 2005年8月30日 |          |
| 第33回            | 2005年8月31日 |          |
| 第34回            | 2005年9月1日  |          |
| 最終回            | 2005年9月2日  |          |

| 大好き!五つ子Go2!! |        |          |
| 回数               | 放送日 | タイトル |
|                    |        |          |

| 大好き!五つ子Go3!! |        |          |
| 回数               | 放送日 | タイトル |
|                    |        |          |

| 大好き!五つ子2008!! |               |             |
| 回数                | 放送日        | タイトル    |
| 第1回               | 2008年7月14日 |             |
| 第2回               | 2008年7月15日 |             |
| 第3回               | 2008年7月16日 |             |
| 第4回               | 2008年7月17日 |             |
| 第5回               | 2008年7月18日 |             |
| 第6回               | 2008年7月21日 | 五つ子×2    |
| 第7回               | 2008年7月22日 | やさしい嘘  |
| 第8回               | 2008年7月23日 | 甘ったれ!   |
| 第9回               | 2008年7月24日 | 夢を信じて  |
| 第10回              | 2008年7月25日 | 謎の通信簿  |
| 第11回              | 2008年7月28日 | 神様お願い! |
| 第12回              | 2008年7月29日 | 秘密の約束  |
| 第13回              | 2008年7月30日 | 許しません! |
| 第14回              | 2008年7月31日 | ありがとう  |
| 第15回              | 2008年8月1日  | 迷える19歳  |
| 第16回              | 2008年8月4日  | 私を信じて  |
| 第17回              | 2008年8月5日  | 親の気持ち  |
| 第18回              | 2008年8月6日  | 鎌倉SOS!    |
| 第19回              | 2008年8月7日  | わがまま!?  |
| 第20回              | 2008年8月8日  | 夫婦の時間  |
| 第21回              | 2008年8月11日 | ダメな子?   |
| 第22回              | 2008年8月12日 | 本当の親子  |
| 第23回              | 2008年8月13日 | 意外な真実  |
| 第24回              | 2008年8月14日 | 負けないで! |
| 第25回              | 2008年8月15日 | 19歳の決意  |
| 第26回              | 2008年8月19日 | 恋人は年上  |
| 第27回              | 2008年8月29日 | プロポーズ  |
| 第28回              | 2008年8月20日 | 恋の行方    |
| 第29回              | 2008年8月21日 | 母の胸騒ぎ  |
| 第30回              | 2008年8月25日 | 恋の曲り角  |
| 第31回              | 2008年8月26日 | 揺れる思い  |
| 第32回              | 2008年8月27日 | 美穂の決断  |
| 第33回              | 2008年8月28日 | 大人な選択  |
| 最終回              | 2008年8月29日 | 旅立ち      |

| 愛の劇場 最終シリーズ 大好き!五つ子!! |               |            |
| 回数                                  | 放送日        | タイトル   |
| 第1回                                 | 2009年2月23日 | 最終章     |
| 第2回                                 | 2009年2月24日 | ムスメの嘘 |
| 第3回                                 | 2009年2月25日 | 笑わぬ少年 |
| 第4回                                 | 2009年2月26日 | 教師クビ!  |
| 第5回                                 | 2009年2月27日 | 結婚宣言!  |
| 第6回                                 | 2009年3月2日  | 父への想い |
| 第7回                                 | 2009年3月3日  | 根比べ     |
| 第8回                                 | 2009年3月4日  | 苦手な相手 |
| 第9回                                 | 2009年3月5日  | ママは反対 |
| 第10回                                | 2009年3月6日  | 結婚の行方 |
| 第11回                                | 2009年3月9日  | 宣告の果て |
| 第12回                                | 2009年3月10日 | 心の居場所 |
| 第13回                                | 2009年3月11日 | 母の温もり |
| 第14回                                | 2009年3月12日 | 前を向いて |
| 第15回                                | 2009年3月13日 | 伝わる言葉 |
| 第16回                                | 2009年3月16日 | 大切なひと |
| 第17回                                | 2009年3月17日 | 無理な結婚 |
| 第18回                                | 2009年3月18日 | 二つの幸せ |
| 第19回                                | 2009年3月19日 | 衝撃の告白 |
| 第20回                                | 2009年3月20日 | 生きてこそ |
| 第21回                                | 2009年3月23日 | 二人のママ |
| 第22回                                | 2009年3月24日 | 巣立ちの時 |
| 第23回                                | 2009年3月25日 | 婚約の日   |
| 第24回                                | 2009年3月26日 | 結婚式作戦 |
| 最終回                                | 2009年3月27日 | 永遠の愛   |

## 主題歌
主題歌を担当したアーティスト等はドラマにゲスト出演したり（山田孝之など）、主題歌CDプレゼントの告知で桜井家と共演したり（三角堂、上原奈美、Power Ageなど）することがある。
- 1 - 「extra flesh」
  - 作詞：田村直美 / 作曲：田村直美・tatsumi@moritoki.com / 編曲：鷹羽仁 / 歌：田村直美
- 2 - 「step by step」
  - 作詞：練木亮輔 / 作曲：須崎清太郎 / 編曲：大坪稔明 / 歌：RRR
- 3 - 「パーティータイム〜夏編〜」
  - 作詞：三角堂 / 作曲：春 / 編曲：三角堂・村山達哉 / 歌：三角堂
- 4 - 「真夏の天使〜All I want for this Summer is you〜」
  - 作詞：高杉碧 / 作曲：TSUKASA / 編曲：鈴木Daichi秀行 / 歌：山田孝之
- 5 - 「約束」
  - 作詞：hiroko&mitsuyuki miyake / 作曲・編曲：mitsuyuki miyake / 歌：mihimaru GT
- 6 - 「雨上がりの急な坂道」
  - 作詞・作曲：tetsuhiko / 編曲：カンセイ・ミヤジ&tetsuhiko / 歌：little by little
- Go!! - 「Real Me」
  - 作詞：上原奈美・Satomi / 作曲：井上ヨシマサ / 編曲：水島康貴 / 歌：上原奈美
- Go2!! - 「One Love」
  - 作詞：塩澤英真 / 作曲・編曲：TATOO / 歌：sprout
- Go3!! -  「I LOVE YOU!」
  - 作詞・作曲：佐藤大志・山内麻里子 / 編曲：亀田誠治・ナスカ / 歌：ナスカ
- 2008 - 「だいすき!!Featuring P-A」
  - 作詞：田形美喜子 / 作曲：斉藤英夫 / 歌：MUSASHI'S
- 最終シリーズ - 「ノスタルジア」
  - 作詞：春行 / 作曲：重永亮介 / 編曲：川口圭太 / 歌：中島愛

## コミック版
2008年にポプラ社が発行する雑誌『ピアニッシモ』で脚本：浪江裕史・作画：長谷川潤によって『大好き!五つ子 コミック版』のタイトルで連載、期間はVOL.3からVOL.5（2008年5月・7月・9月）までで全3話。ストーリーは『大好き!五つ子2008』を基にしているが、ドラマ版とは物語の展開や設定が異なる箇所がいくつかある。VOL.7（2009年1月）には短編が掲載され、2009年2月に単行本（ISBN 978-4-591-108451）が出版された。

## 備考
- 第1シリーズのオープニングは番組冒頭で「パパとママはごく普通に結婚し、ごく普通に赤ちゃんを産みました。しかし、生まれたのは五つ子だったのです」というナレーション[8]が放送されていた。
- 森尾由美が、『関口宏の東京フレンドパークII』に出場した時に、「追いつけ・追い越せ・キッズ・ウォー」が「大好き!〜」の合言葉です、と言ったことがある。同様に、2006年の『はなまるマーケット』出演時に、第6シリーズまでの子役たちと「追いつけ・追い越せ・天までとどけ」と言っていたことを明らかにした。実際、当作品放送と合わせて直後のドラマ30はキッズウォーシリーズが放送されていた。
- 2006年に8シリーズ目となり『天までとどけ』に並んだ形になったが、五つ子のメンバーが替わっていることを「天までとどけ」の主演で「はなまるマーケット」の司会の岡江久美子に指摘されていた。最終的にはシリーズ作品数、放送回数ともに「大好き!五つ子」の方が「天までとどけ」を上回った（「大好き!五つ子」11シリーズ全349回、「天までとどけ」8シリーズ全310回）。
  - 「天までとどけ」シリーズは後に1999年に「新・天までとどけ」として主演を含む総キャストの交代（主演は、岡江久美子→松田美由紀）が行われて5シリーズ放送されており、同系作品として扱うと通算13シリーズとなるので、それに次ぐ記録（本作の場合、天までとどけ同様に、子役〈本作であれば、五つ子役に相当〉俳優の交代で区切れば、6シリーズ+5シリーズとなる）となっている。
- 第1シリーズでは五つ子のうち、慎吾、剛、拓也は当初からかなり風呂シーン（他、風呂に入る際リビングで直接脱ぐ、慎吾の裸踊り等）が多かった影響で、男性器描写もあった。なお、2024年度のTVerの配信等では男性器にボカシがかかっている。
- 桜井桃子役の森尾由美と、桜井良介役の新井康弘の2人でNGが多いのは、新井であった。その証拠に、森尾と新井の2人が「関口宏の東京フレンドパークII」（2007年8月6日放送分）に出演した際、慎吾役の山内秀一が、関口宏に「一番NGが多いのは誰なの?」と聞かれ、「パパ（新井康弘）ですね」と答えていた。
- 本作はTBSによってアニメ化が企画され、2001年にテレビアニメ『ゴーゴー五つ子ら・ん・ど』が放送された。しかし、実現に至るまで大幅なアレンジが加えられており、五つ子の男女比と身体的特徴の一部を残したほかはドラマとは全くの別物となっている。
- 2007年のシリーズからは、西園寺小百合役が佐久間由枝から若林志穂に変更。
- 五つ子役の俳優は、『6』までの五つ子、『Go!!』以降の五つ子、『2008』で登場したちび五つ子のいずれも、5人中4人が同年齢で、あとの1人が4人より年少者となっている（『Go!!』以降の紀香役が2歳下、他は1歳下）。
- 板東英二は、ひるドラのCBC制作最終作『オーバー30』（2009年1月 - 2月 時期が一部重複）にも出演し、2つのTBS系昼ドラ制作担当局最終作品（ただし、ひるドラの放送最終作はMBS制作『おちゃべり』である）に連続出演した格好となった。
- プロ野球選手の筒香嘉智は、五つ子シリーズが夏休み期間中に放送されていたこともあり、小学生・中学生時代の夏休みはテレビで五つ子の放送を観終わってから、野球の練習に行っていたため、「（夏休み期間中に五つ子を観れるのは）子どもの頃のちょっとした楽しみでしたね」と語っている。